# 虎バン
『虎バン』（とらバン）は、2004年3月から朝日放送テレビ（ABCテレビ）が放送している阪神タイガース関連のプロ野球情報・ドキュメンタリー番組。朝日放送テレビでは関西ローカルで放送。CS放送のスカイ・Aでも、一部を除いて、朝日放送テレビから遅れネットで全国へ放送される。
番組開始から2009年10月末までは、プロ野球のオフシーズン（11月から翌年2月）を含めて、原則として毎週日曜日深夜（月曜日未明）に生放送。ただし、2009年からは、オフシーズン（11月 - 翌年3月中旬）のみ月1回の特別番組扱いで放送。2010年のプロ野球シーズン（3月20日）から放送枠を土曜日深夜（日曜日未明）に移していたが、2019年度からは通年での不定期放送にとどめている。
本項では、同局が本番組以外でも展開している阪神タイガース応援企画「虎バン主義。」や、「虎バン」をタイトルに冠した朝日放送ラジオ（ABCラジオ）の同球団関連番組についても述べる。ただし、「虎バン主義。」のサブタイトルを冠する朝日放送テレビ制作のプロ野球試合生中継番組については『スーパーベースボール (テレビ朝日系列)』を、2011年9月の終了までスポーツコーナーで週1回「虎バン主義。」を放送していたローカルニュース番組については『NEWSゆう+』も参照されたい。

## 概要
阪神戦の中継が多い朝日放送テレビでは、『ニュースステーション』が放送された時期から、同番組と『ナイトinナイト』（月曜 - 木曜）『探偵!ナイトスクープ』（金曜）の間に5分間のミニ番組枠を編成。プロ野球シーズン中には、その日の阪神戦の結果を、ダイジェストで放送していた。
阪神が低迷期に入ってからは、近鉄の試合結果も扱った『阪神・近鉄情報』に衣替えしたが、やがて『ナイトQ』に変更。その後の在阪テレビ局では、阪神関連の話題や情報を扱う通年のレギュラー番組として、『週刊トラトラタイガース』（よみうりテレビ）だけが長らく放送されてきた。
朝日放送テレビが当番組の放送に踏み切ったのは、阪神が低迷期を脱し始めた2002年頃に、「阪神をテーマにした自社番組を作ろう」という提案が社内から出たことによる。放送に際しては、『週刊トラトラタイガース』との差別化を図るために、"硬派"な雰囲気を醸し出すよう配慮。あえて照明を落としたセットの中で番組を進行したり、ドキュメンタリーのような構成の特集を放送したりするなどの工夫が講じられた。このような番組構成は、現在の放送にも踏襲されている。
番組タイトルの「虎バン」は、阪神タイガース（=虎）担当の記者（バン=番記者の意）の略称に由来。朝日放送では、当番組の放送を機に、阪神関連の番組・キャンペーンのタイトルやキャッチフレーズにも使用している（後述）。
当番組では代々、朝日放送のアナウンサーが、「ナビゲーター」としてスタジオ進行や取材を担当。2014年の最終放送（12月20日）までは、男女1名ずつのコンビで出演していた。男性では、スポーツアナウンサーでもある清水次郎が、番組開始から同年まで11年間にわたって担当。女性では、高野直子→田中花子→堀友理子→角野友紀の順に起用されていた。
当番組のテーマ曲は、松本晃彦の「FIRE DANCE」。また、2007年4月からは、ハイビジョン制作で放送。2010年以降のレギュラー放送では、ナビゲーター（進行役の朝日放送アナウンサー）がオープニングで必ず「タイガースファンの皆さんこんばんは。土曜深夜（1時）は虎バンです!!」という口上を述べている。
番組開始当初は、オープニングのアバンタイトルで、その日の「虎動」の冒頭シーンのナレーションとイメージ映像→オープニングのタイトル（当日の特集内容をまとめたヘッドライン）→スタジオ（年度により提供クレジット→CM→スタジオ）の順に放送。「FIRE DANCE」のサビのパートを、そのままBGMに使っていた。2010年からは、アバンタイトルの段階からスタジオパートの映像を放送。前述の口上→コメンテーター紹介→土曜日のゲームダイジェストという順に映像を流す。このような構成の変更によって映像が2009年までの放送より短くなったため、BGMを「FIRE DANCE」のサビの最後だけにとどめている。
また、放送開始から2010年12月放送の「マンスリー虎バン」までは、番組内や関連グッズで使われるタイトルロゴに星野仙一（元・阪神一軍監督）の書を使っていた。しかし、星野が東北楽天ゴールデンイーグルスの一軍監督に就任する2011年度の放送から、タイトルロゴを一新。同年1月29日放送の「マンスリー虎バン」からは、当番組でコメンテーターを務める吉田義男（元・阪神一軍監督、朝日放送野球解説者）の書をタイトルロゴに採用。4月2日から11月12日まで、前年度と同じ時間帯でレギュラー放送を実施した。
2012年には、阪神の公式戦開幕6日前（3月24日）からレギュラー放送を再開。放送日・放送時間は変わらないものの、番組のイメージカラーを黒色から「白星」にちなんだ白色に統一したり、番組開始以来初めてスタジオセットを一新したりするなどのリニューアルに踏み切った。また、同年度から阪神の一軍監督に就任した和田豊の直筆による「熱くなれ!」（和田の考案による同年の球団キャッチフレーズ）を、オープニングの映像に追加している。
2013年度のレギュラー放送からは、タイトルロゴとコメンテーター陣を一新。タイトルロゴは直筆の書ではなくCGで作られたものに変更され、オープニング映像は前年度からのイメージを継承しつつ、放送内容を簡単に紹介するタイプに変更された。また、阪神での現役選手時代から当番組に登場していた矢野燿大・金本知憲・下柳剛が交互にコメンテーターを務める場合には、コメンテーターによる特集コーナーに「虎(トラ)イアングル」というサブタイトルを付けるようになった。
放送期間によっては、Joshin（阪神のヘルメットスポンサー）などの企業が1社だけで全編のスポンサーに付くことがある。日本コカ・コーラが「GEORGIA」名義でスポンサーに付いている2012年度から2014年度までのレギュラー放送では、番組中のCMにとどまらず、本編後半のインフォメーションコーナーでも「ジョージア魂」賞への投票を呼び掛けていた。
放送開始10周年を迎える2014年には、阪神での現役選手時代から当番組に登場していた桧山進次郎もコメンテーターに起用。10周年記念の特別企画として、矢野・金本・下柳・桧山が一堂に会する当番組初の「ファンミーティング」を、3月24日に朝日放送本社内のスタジオで開催した。このミーティングでは、公式サイトからの視聴者投票による「10年間の名場面・名プレー」（1位は桧山が前年のクライマックスシリーズ・ファーストステージ最終戦に代打で放った「現役最終打席での本塁打」）を発表。レギュラー放送の第1回（同月29日）には、桧山を初めてスタジオに迎えたほか、ミーティングのダイジェストを放送した。
2014年の最終放送で、清水と角野が当番組を卒業（事実上の降板）。2015年のレギュラー放送（3月7日開始）では、清水の後輩に当たるスポーツアナウンサーの高野純一をナビゲーター、折原あやの・海野ナルを「虎バンマネジャー（虎マネ）」という肩書でアシスタントに起用した。折原・海野は、隔週交代でスタジオに出演。取材やスタジオでの報告・進行に加えて、チームとタイガースファンをつなぐ役割（Facebook上の番組公式アカウントに新設された「虎マネブログ」の執筆など）も担った。さらに、幼少期からの阪神ファンである佐藤隆太が、「スペシャルナビゲーター」という肩書で随時出演。オープニングロゴなどは2013年以降のスタイルを踏襲する一方で、オープニング映像やスタジオセットのリニューアルを敢行した（詳細後述）。
2016年のレギュラー放送では、山本彩・木下春奈・薮下柊・川上千尋（いずれもNMB48のメンバー）が、折原・海野から「虎マネ」を継承。オープニング映像を2013年度のように放送内容をダイジェストで紹介するタイプに戻しながら、金本の一軍監督就任に合わせて、チームスローガンである「超変革」ロゴとユニフォーム姿の金本の画像をダイジェストの前に映していた（詳細後述）。
2017年のレギュラー放送開始時点では、前年10月に木下がNMB48を卒業したことから、山本・薮下・川上が「虎マネ」を続けていた。前年12月にNMB48からの卒業・芸能界からの引退を発表していた薮下も、3回目の放送（4月15日）で「虎マネ」から退いたが、5月27日放送分から谷川愛梨が「虎マネ」に加わっていた。2018年からは、高野の後輩アナウンサー・津田理帆をアシスタントへ起用する一方で、山本のみ引き続き「虎マネ」として随時出演していた。
なお、星野は北京オリンピック野球日本代表の監督を務めた2008年から当番組を離れていたが、東北楽天ゴールデンイーグルスの一軍監督へ就任した2011年からオフシーズンの「虎バンスペシャル」を中心に出演を再開。同球団のシニアアドバイザーへ就任した2015年以降も随時出演していたが、取締役副会長在任中の2018年1月4日に70歳で死去した。このため、朝日放送テレビでは1月8日（月曜日・成人の日）の16:00 - 16:58に、高野と後輩アナウンサー・川添佳穂の進行で『虎バン追悼特別番組　ありがとう!星野仙一さん』を急遽放送した。
番組開始からプロ野球シーズン中のレギュラー放送を続けてきたが、2018年シーズンでいったん終了。2019年には、特別番組として不定期で編成することが予定されていたが、実際にはレギュラーシーズン開幕前の2月と閉幕後の11月に2回放送されただけにとどまった。
2020年には、前年に続いて、テレビ版を開幕前の3月と閉幕後の12月に1回ずつ放送。3月放送分では、「祖父の代から家族ぐるみで阪神ファン」という歌手の河野万里奈が、津田に代わってアシスタントを務めた。ラジオ（ABCラジオ）では、日本国内で年頭から新型コロナウイルスへの感染が拡大している影響で、3月20日（春分の日）に予定されていたプロ野球レギュラーシーズンの開幕が6月19日（いずれも金曜日）まで延期されたことに伴って、2010年・2014年のセ・パ交流戦予備日に特別番組として1回ずつ放送されていた『ラジオで虎バン!』を6年振りに復活。4月14日から開幕直前の6月18日（木曜日）まで、毎週火曜日 - 金曜日の18:00 - 19:00にレギュラーで放送した。さらに、5月26日には、朝日放送テレビのYouTube公式チャンネル内に『虎バン 阪神タイガース応援チャンネル』（『虎バンチャンネル』）を開設。過去にテレビで放送済みの企画を改めて編集した動画や、YouTube向けのオリジナル動画を配信している。『ラジオで虎バン!』については、レギュラーシーズン最終盤の11月6日（金曜日）から、オフシーズン限定のレギュラー番組として上記の曜日・時間帯で放送を再開。生放送と同時に、YouTubeの公式チャンネルでライブ配信を実施している。
2021年には、開幕後の4月第1週から、『虎バン 阪神タイガース応援チャンネル』で毎週月曜日の夜に「週刊虎バンチャンネル」を配信。テレビの関西ローカル向け阪神戦中継では、水曜日のナイトゲームを中心に、中継と連動した『虎バンチャンネル』からのライブ配信を随時実施している。また、「全国のタイガースファンとタイガースへの愛と興奮を分かち合いたい！」というキャッチフレーズの下に、朝日放送テレビ制作番組へのレギュラー出演者で「虎バン優勝いただき隊」（応援ユニット）を新たに結成。5月までは一切放送されていなかったテレビ版についても、同局アナウンサーの岩本計介（「虎バン優勝いただき隊」の隊長で2014年度まではスポーツアナウンサーとして活動）をMCに迎えて、6月20日（日曜日）の10:55 - 11:50に『虎バンスペシャル＃あかん阪神優勝してまう』というタイトルで甲子園球場の内野スタンドから生放送を実施した。
2023年からは、『虎バン 阪神タイガース応援チャンネル』からの配信でとりわけ高い人気を博している動画コンテンツを活用したテレビ番組（『虎バンチャンネルTV』）を、レギュラーシーズン中に随時放送。2024年シーズンからは、「虎動」を「『虎バン 阪神タイガース応援チャンネル』のオリジナルコンテンツ」として復活させている。

## 放送時間

### プロ野球シーズン（3月のオープン戦の時期 - 10月または11月）
- 朝日放送テレビ
  - 原則として毎週日曜日深夜（月曜未明）0:40 - 1:10（2006年4月 - 2009年10月）→毎週土曜深夜（日曜未明）1:00 - 1:30（2010年3月20日 - 2012年度9月まで）→同1:15-1:45（2012年度10月）→同1:19-1:49（2013年度-2015年度）→同0:45-1:15（2016年度）[13]→同1:30-1:59（2017年2月-4月15日）→同1:00-1:30（2017年4月22日 - 2018年10月）
    - 前番組の放送時間を延長した場合には、放送時間を繰り下げる。
    - テレビ朝日系列全国ネットのスポーツ中継（FIFAワールドカップやオリンピックなど）が入った場合には、放送を休止する（後述）。
    - レギュラー放送の後期には、実際の開始時刻が定まっていなかったため、公式サイトでも放送時間を「土曜深夜」とだけ明記していた。

  - 2011年には、東日本大震災（3月11日発生）の影響でプロ野球公式戦の開幕を例年より遅らせたため、日本シリーズ第1戦当日（11月12日）深夜の放送分まで週1回のレギュラー放送を続けた。
  - 2016年度は、同年4月10日から10月2日まで、毎週日曜日の6:30 - 7:00に当日分（テーブル上は土曜深夜放送分）の再放送を実施。オフシーズンに土曜深夜のレギュラー放送枠で特別版を編成した場合にも、同様の措置を施していた。
  - 2018年度限りでレギュラー放送を終了。2019年度からは、不定期放送へ移行する。
- スカイ・A
  - 原則として毎週月曜日16:00 - 16:30（2009年プロ野球シーズンまで、朝日放送〈当時〉から遅れネット）→毎週月曜日17:00 - 17:30（2010年プロ野球シーズンから、朝日放送〈当時〉から遅れネット）→日曜日（時間不定、朝日放送テレビから遅れネット）に放送。随時再放送あり
  - 朝日放送テレビと専属契約を結んでいない野球解説者（星野仙一や広澤克実など）がコメンテーターとして出演する場合には、権利の関係からスカイAのみ放送を休止することが多い。その場合には、代替番組として、ゴルフや健康などに関する番組が放送される。（FIFAワールドカップやオリンピックなどのスポーツ大会を放送する場合も同様）
  - 放送する週には、毎週火曜日16:00 - 16:30（2009年シーズンまで）→毎週火曜日17:00 - 17:30（2010年シーズンから）にも再放送。

#### 備考
- 放送開始から2006年3月までは、原則として毎週日曜日深夜（月曜未明）0:25-0:55に放送。同時間帯で先に放送されていた『週刊トラトラタイガース』（2005年3月27日終了）より30分早く始められるように放送枠を設定した。しかし実際には、プロ野球中継や前番組の延長などで、両番組の放送時間が重なることがあった。
- 2006年4月9日（10日未明）の朝日放送（当時）放送分では、広澤がコメンテーターとして出演していたため、スカイAでは当該回の放送を休止する予定であった。しかし、朝日放送（当時）での放送当日に、金本知憲が京セラドーム大阪での横浜ベイスターズ戦（デーゲーム）で904試合連続フルイニング出場の世界新記録を達成。この件で視聴者から多大な要望があったことから、スカイAでも特例扱いで当該回を急遽放送した。
- 2009年からは、生放送の特別番組（後述）や月間ダイジェスト（事前収録）を放送する際に、阪神甲子園球場の第2期改修工事（2008年10月〜2009年3月）で新設されたロイヤルスイート（内野銀傘直下の法人会員制個室）をスタジオ代わりに使うことがある。
- 朝日放送テレビでは、年に数回、編成上の事情などで当番組の定時放送を休止することがある。その場合には、放送時間を拡大した特別番組を後日放送するか、別の時間帯に生放送で特別番組を編成することが多い。
  - 2006年6月には、以下の事情により、定時放送を3週連続で休止。そのため、通常とは異なる時間帯（18日12:55-13:55）に、特別番組『セ・パ交流戦総集編スペシャル』を放送した。
    - 4日=5日未明：朝日放送（当時）の放送機器メンテナンスによる休止。全国の放送局をつなぐ回線をマイクロウェーブから光ファイバーに切り替える工事を実施した関係で、朝日放送では1:05から5時前まで放送休止に入った。
    - 11日=12日未明、19日=20日未明：テレビ朝日からのネットで、サッカードイツワールドカップを中継。

  - 2007年7月下旬〜8月上旬には、全英オープンゴルフ中継（7月22日）、参議院選挙開票特別番組（7月29日）、全英女子オープンゴルフ中継（8月4日）が入った関係で、定時放送を3週続けて休止。そのため、8月11日の放送では、休止期間中の阪神戦ハイライトを中心に『夏休み1時間スペシャル』を放送した。
  - 2008年6月には、朝日放送が本社の社屋を大淀南（大阪市北区）から福島（大阪市福島区）へ移転。そのため、新社屋からの本放送開始前日に当たる22日（日曜日）には、定時放送を休止した。
    - 朝日放送（当時）では、放送マスターを大淀の旧社屋から福島の新社屋へ切り替える作業のため、1:10で旧社屋からの放送を休止した。ちなみに当番組は、社屋移転翌週の29日から、新社屋で制作・放送されている。
    - 新社屋ではCスタジオを使用。朝日放送テレビの看板番組『おはよう朝日です』と向かい合う格好で、セットを組んでいる[14]。

  - 2009年7月下旬〜8月上旬には、全英オープンゴルフ中継（7月18日）、2009年世界水泳選手権（7月25日）、リコー全英女子オープンゴルフ中継（8月2日）が入った関係で、定時放送を3週続けて休止。8月2日の15:30-16:25に、吉田義男と田淵幸一を迎えて、阪神甲子園球場のロイヤルスイート内から『虎バンスペシャル〜真夏のTG祭り〜』を生放送した。
    - 8月2日には、朝日放送テレビの制作で、『スーパーベースボール』として同球場の阪神タイガース対読売ジャイアンツ戦を全国ネットで生中継（19:00-20:54）。当番組の企画の一環として、堀が始球式に登場した（当日の朝日放送ラジオ『ABCフレッシュアップベースボール』内実況中継と、8月9日の当番組友理子の日記内で放送）。
- 放送枠が土曜日の深夜に移った2010年シーズンからは、放送日の『朝日新聞』夕刊（大阪本社発行・関西地区発売版）に、当番組の紹介を兼ねた記事を定期的に掲載。阪神の戦い振りについて、清水が同紙のトラ番（阪神担当）記者と対談した模様を記している。記事によっては、女性ナビゲーター（堀→角野）が対談に加わることもある。
  - 2010年3月28日には、朝日放送（当時）で中継を実施した阪神タイガース対横浜ベイスターズ戦（京セラドーム大阪）の試合前に、当番組の企画の一環で堀が再び始球式に登場。当日の中継と、4月3日の当番組内で、その模様が紹介された。
  - 2010年4月10日の放送では、堀が声を出せない状態で当番組へ出演。番組の大半を、事実上清水のみで進行した。
- 2011年までプロ野球シーズン版を朝日放送（当時）のスタジオから放送する場合には、オープニングで白色系のスタジオライトを激しく点滅させた後に、ナビゲーターが立ったまま当日のコメンテーターや放送内容を紹介。以降はエンディングまで、（コメンテーターやゲストを含む）出演者が、背もたれのない椅子に座った状態で出演していた。
  - スタジオに初めて（逆V字型の白い）テーブルを導入した2012年4月のリニューアル以降は、オープニングからナビゲーターがテーブルの左側、コメンテーター・ゲストが右側にそれぞれ着席。エンディングのみ、出演者が椅子から立ち上がったうえで、テーブルの前に集まるようになった。このリニューアルでは、スタジオライトを点滅させる前述の演出をやめる一方で、当番組では初めてプロジェクターをコメンテーター・ゲスト席の背後に設けられている。
- 2013年・2014年のプロ野球シーズン版では、朝日放送（当時）のみ、前枠番組『コヤブ歴史堂〜にゃんたの（秘）ファイル〜』の終了直後に15秒の告知枠を設定。清水・角野・当日出演のコメンテーターがスタジオに揃った状態で、当日の主な放送内容を紹介していた。
- 2015年の放送では、阪神球団の創立80周年にちなんでオープニング映像を一新。タイトルロゴを出す前に、1回につき1つのテーマで、球団史を象徴する写真や映像を「#〜」形式の通し番号付きで手短に紹介していた。また、「History&Future」というコンセプトを基にスタジオセットも一新。プロジェクターをセットの右端に移動させる一方で、セットの中心にソファを設置した。
- 金本知憲（元・阪神外野手および当番組コメンテーター）が一軍監督として同球団に復帰した2016年の放送では、「超変革」（同年のチームスローガン）のロゴや金本のユニフォーム姿の画像を、オープニング映像に盛り込んだ。また、タイトルロゴを出す前には放送内容をダイジェストで映し出している。このような趣向は、金本監督の下で、チームスローガンが「挑む」（2017年）　→　「執念」（2018年）と変遷しても続けられている。
- 2017年以降のプロ野球シーズン中には、直近の放送分を編集した動画を、TVerを通じて放送後1週間限定で配信している。

### オフシーズン（11月 - 2月のキャンプ終了時）
- 朝日放送テレビ
  - 2009年のオフシーズンには、『虎バンスペシャル』として、月1回のペースで土曜日に4回放送。ただし、放送時間は定まっていなかった。2010年以降は、放送曜日が若干異なるものの、同様のスタイルで『マンスリー虎バン』を放送する。

#### 備考
- 2008年度（2009年3月末）までは、毎週日曜日の深夜に、プロ野球シーズンと同じ時間帯で放送していた。
- 2005年のオフシーズンには、朝日放送（当時）が日曜日の深夜1時 - 5時に放送機器のメンテナンスなどを実施した関係で、放送を休止することが数回あった。ただし、阪神の御堂筋優勝祝賀パレードが開催された11月6日（日曜日）には、当時『旅の香り』が放送されていたテレビ朝日系列の全国ネット枠（18:56 - 19:56）を関西ローカルのみ差し替え。当番組の特別番組として、パレードのダイジェストや、パレードに参加した同球団の選手のインタビューを生放送で伝えた。

#### 『虎バンスペシャル』（2009年度）
- 第1回は、2009年11月28日（土曜日）の13:55 - 14:50に朝日放送（当時）で放送された『虎バンスペシャル 阪神タイガースファン感謝デー』。同月21日に3年振りに阪神甲子園球場で開催された同イベントのダイジェストと、イベントの合間に同球場の室内練習場で収録された新井貴浩、藤川球児、鳥谷敬のトークショーの模様を放送した。当番組ナビゲーターの清水・堀は、トークショーで司会を担当。ダイジェスト映像のナレーションも交互に務めた。
- 第2回は、2009年12月19日（土曜日）の16:55 - 17:25に朝日放送（当時）で放送。シーズン中と同じスタジオ内での収録で、新入団選手の紹介・主力選手の契約更改情報が主体の「今月のタイガース」と、ドキュメント「矢野燿大 13年目の恩返し」の2本立て構成であった。
- 第3回は、2010年1月30日（土曜日）の16:55 - 17:25に、朝日放送（当時）のスタジオから「キャンプ直前スペシャル」を生放送。当初は福本豊をコメンテーターに迎える予定だったが、実際の放送では、2009年限りで現役を引退した赤星憲広（元・阪神外野手）がスペシャルゲストとして登場した。ちなみに、赤星が野球解説者としてテレビ番組へ出演したのは、この放送が初めてである。
- 第4回は、2010年2月13日（土曜日）の13:55 - 15:55に、阪神のキャンプ地・宜野座村野球場（沖縄県）から阪神と北海道日本ハムファイターズによる練習試合の実況も交えながらの生中継を実施した[15]。

#### 『マンスリー虎バン』

##### 2010年度
- 第1回は、2010年11月6日（土曜日）に、シーズン中と同じ放送枠で編成。同シーズン限りで現役を引退した矢野のドキュメント「矢野燿大 引退の真実」を放送した。
- 第2回は、2010年11月28日（日曜日）の16:30 - 17:25に、「Joshin Presents 虎バンスペシャル 阪神タイガースファン感謝デー2010」を放送。同年11月20日に阪神甲子園球場で開催されたファン感謝デーや、海釣りを通じた城島健司捕手とファンの交流の模様を紹介した。
- 第3回は、有馬温泉に真弓明信（当時は一軍監督）と吉田義男を迎えたうえで、2010年シーズンの戦い振りを振り返った模様を2010年12月11日（土曜日）の16:30 - 17:25に「虎バン 2010総決算スペシャル」として放送した。なお、2008年1月から清水とともにナビゲーターを務めてきた堀は、この放送を最後に当番組を卒業した。
- 第4回は、2011年1月29日（土曜日）の16:55 - 17:25に「虎バン キャンプ直前スペシャル」として放送。新しいタイトルロゴを披露するとともに、朝日放送（当時）の野球解説者に就任した矢野がコメンテーター、角野がナビゲーターとして初めてスタジオへ出演した。ちなみに矢野は、解説者の立場で初めて、藤川球児投手とのインタビュー（事前収録）でインタビュアーも務めている。
- 第5回は、2011年2月13日（日曜日）の16:55 - 17:25に、矢野をコメンテーターに迎えて「虎バン キャンプスペシャル」として放送[16]。矢野の現役時代（2009年3月）のレギュラー放送に続いて、金本知憲・下柳剛との同級生対談の模様を流した。
- 第6回は、2011年3月20日（日曜日）の1:00 - 1:30に、「虎バンスペシャル 矢野燿大×ジェフ・ウィリアムス 約束の手紙」を放送した。同年2月に現役引退を表明したウィリアムス（元・阪神投手、2011年度から同球団駐米スカウト）のアメリカの自宅を、表明直後に矢野が訪れた際の模様を中心に構成。エンディングでは、ウィリアムスからファンに向けたメッセージ映像も流した。

##### 2011年度
- 第1回は、『虎バンスペシャル 阪神タイガースファン感謝デー』として、2011年12月10日（土曜日）の16:00 - 16:55に朝日放送（当時）で放送。同月3日に甲子園球場で開催されたファン感謝デーのダイジェストと、藤井彰人捕手によるファンとの交流企画で構成されていた。
- 第2回は、レギュラー放送と同じタイトル・スタジオを利用しながら、2012年1月28日（土曜日）の深夜1:30 - 2:00に朝日放送（当時）で放送。コメンテーターは矢野で、桧山進次郎外野手によるグアムでの自主トレーニングへの密着取材企画「始まりの一歩」や、関本賢太郎内野手と能見篤史投手による対談企画「ふたりだけの本音空間」を中心に構成されていた。
- 第3回は、2012年2月12日（日曜日）の特別番組「熱くなれ!ABCは虎バン祭り」（15:30 - 17:30）の後半パート（16:55 - 17:25）で「虎バンスペシャル」として放送。阪神の春季キャンプダイジェスト、ふたりだけの本音空間」の続編、矢野・金本の対談、東北楽天ゴールデンイーグルスへの入団が決まったばかりの下柳剛投手（2003 - 2011年阪神に在籍）へのインタビューで構成されていた。なお前半では、春季キャンプ地・宜野座村野球場から、阪神と日本ハムによる練習試合をダイジェスト形式で録画中継。2012年からスカイAの野球解説者に就任した濱中治が、テレビ中継での解説デビューを果たしている。

##### 2012年度
- 第1回は、2012年11月25日（日曜日）の1:15 - 1:45に放送。同年のドラフト会議1巡目で阪神が抽選の末に交渉権を獲得した藤浪晋太郎投手への密着ドキュメントや、角野による秋季キャンプレポートなどで構成されていた。
- 第2回は、2012年12月2日（土曜日）の1:00 - 2:00に放送。同年11月23日に甲子園球場で開催された阪神の2012年ファン感謝デーのダイジェスト映像を流したほか、金本と阪神ファンである石田純一の対談や、「Dream Link Project」による能見篤史投手とファンの交流企画を放送した。
- 第3回は、2012年12月23日（日曜日）の0:50 - 1:50に、「虎バンスペシャル 金本・矢野・下柳 表と裏」というタイトルで放送。各界の野球ファン（徳光和夫・平愛梨・やくみつるなど）や星野からのVTRコメントを交えながら、朝日放送（当時）の本社スタジオで収録した「表」編（阪神在籍時の思い出や今後の阪神・日本球界に向けての提言などがテーマの鼎談）と、有馬温泉で収録した「裏」編（清水・角野が進行役で参加したプライベートトーク）を交互に流した。
- 第4回は、2013年1月27日（日曜日）の0:19 - 0:49に放送。能見と広島・前田健太投手による「エース対談」に、新入団の福留孝介外野手への独占インタビューや、新入団の西岡剛内野手・主力選手・藤浪を初めとする新人選手の自主トレーニングダイジェストを中心に構成していた。
- 2013年には、2月16日に第5回、3月23日に最終回を放送。最終回では、放送の直前の3月20日に現役引退を表明した下柳が、現役続行を賭けてアメリカで同年2月28日にロサンゼルス・ドジャースの春季トライアウトを受験した模様を密着取材形式で紹介した（結果は最終テストで不合格）。なお下柳は、放送の翌日に、朝日放送の野球解説者として『ABCフレッシュアップベースボール』のオープン戦・阪神対オリックス中継（京セラドーム大阪）で解説デビューを果たした。

##### 2013年度
- 第1回は、2013年11月18日（日曜日）の1:29 - 1:59に放送。赤星をホスト役に、阪神時代の2003年にチームメートとしてリーグ優勝を一緒に経験した濱中治（朝日放送・skyA野球解説者）と藤本敦士（2010年に移籍した東京ヤクルトスワローズで2013年に現役を引退）を迎えたうえで、お好み焼店で収録した鼎談の映像を流した。この対談では、収録中に金本もVTRで登場。引退を機に毎日放送の野球解説者へ転身した藤本にとって、当番組を含めた朝日放送制作の番組へ本格的に出演したのは、ヤクルトへの移籍で阪神を離れてからおよそ4年振りであった。ただし、全編の進行を赤星に委ねたことから、ナビゲーターの清水・角野は登場しなかった。なお、同年12月1日（日曜日）の16:30 - 17:25には、11月23日に甲子園球場で開催された阪神のファン感謝デーに関する特別番組『虎バンスペシャル 阪神タイガースファン感謝デー2013』も放送した。
- 第2回は、東京・六本木のクラブで収録したトークを、2013年12月15日（土曜日）の1:19 - 1:49に放送。下柳・角野の進行で、同年に埼玉西武ライオンズで現役を引退した石井一久と森高夕次（「プロ野球とお金」をテーマに据えた漫画「グラゼニ」の原作者）をゲストに招いて「プロ野球とお金」に関するトークを展開した。また、放送上「グラゼニ」の一節や阪神の契約更改・入団発表情報を挿入した関係で、朝日放送のスポーツアナウンサー・岩本計介が藤崎と共にナレーターを務めている。
- 第3回は、2014年1月26日（日曜日）の1:19 - 1:49に放送。「一流アスリートの縁起担ぎ」「阪神にまつわるジンクス（虎ジンクス）」をテーマに、阪神ナインが例年シーズン前に優勝祈願で参拝する西宮神社（兵庫県西宮市）の境内でロケを実施すると共に、前年まで阪神の外野手として22年間の現役生活を送っていた桧山進次郎がこのロケからコメンテーターに加わった。また、サッカー日本代表で活躍する柿谷曜一朗（セレッソ大阪）と、桧山の現役時代から合同トレーニングに参加している金田久美子（プロゴルファー）がVTRで自分なりの「縁起担ぎ」を披露。藤崎のナレーションによる「自主トレフラッシュ」では、ドラフト1巡目ルーキー・岩貞祐太と矢野による対談の模様などを紹介した。
- 第4回は、2014年2月16日（日曜日）の1:19 - 1:49に放送。阪神の春季キャンプ地の1つである宜野座村で、現役時代に連続フルイニング出場試合の世界記録を樹立した金本と、現役選手として連続出場試合の記録を更新中の鳥谷敬による「鉄人対談」を収録した。また、桧山にとって初めての春季キャンプ取材の模様も放送している。
- 最終回に当たる第5回は、番組開始10周年記念番組として、2014年3月23日（日曜日）の1:35 - 2:05に放送。初代のコメンテーターで（放送当時）東北楽天の現役監督・星野を朝日放送の放送の本社に迎えるとともに、清水・矢野の進行でスペシャル対談を収録した。ちなみに、星野は楽天のユニフォーム姿で出演。同年のコメンテーターが全員、星野の阪神監督時代（2002年・2003年）に現役の選手として同球団でのプレーを経験していた縁で、セットにはコメンテーター全員から贈られた花も飾られた。

#### 『虎バンスペシャル』（2014年度以降）

##### 2014年度
- 第1回は、2014年11月30日（日曜日）の16:30 - 17:25に放送。同月22日に甲子園球場で開催された阪神のファン感謝デーのダイジェストを中心に、ノブ（千鳥）をガイド役に立てたロケ企画「上本博紀・今成亮太・大和!ミドルタイガーの旅」の模様を放送した。
- 第2回は、2014年12月21日（日曜日）の1:19　-　1:49に、「虎バン忘年会スペシャル」として放送。前述した「ミドルタイガーの旅」の後編と、藤浪晋太郎と赤星が鍋料理を食べながらシーズンを振り返る企画で構成されていた。番組のエンディングでは、清水と角野の卒業、2015年1月・2月の放送休止、同年3月7日（3月8日未明）放送分からの全面リニューアルを発表している。

##### 2015年度
- 第1回は、2015年11月28日（土曜日）の16:30 - 17:25に放送。同月22日に甲子園球場で開催された阪神のファン感謝デーのダイジェストを中心に、当番組の「スペシャルコメンテーター」から一軍監督へ転身した金本のインタビューや、「今成亮太・大和・梅野隆太郎!ミドルタイガーの旅」で構成した。ファン感謝デーでは、初代男性ナビゲーターの清水が司会、2代目男性ナビゲーターの高野が選手へのインタビューを担当した。なお、翌日未明のレギュラー放送枠（1:15 - 1:45）では、「ミドルタイガーの旅」の後半などを放送している。
- 第2回は、2015年12月19日（土曜日）深夜のレギュラー放送枠で放送。藤浪晋太郎・矢野・高野による鍋料理を囲みながらの鼎談、金本・矢野による対談、2016年から4年振りに阪神へ復帰する藤川球児のVTRメッセージなどで構成した。矢野は同年から阪神の一軍作戦兼バッテリーコーチへ就任するため、前述した鼎談には当番組のコメンテーター、金本との対談には阪神のコーチとして登場。この回でコメンテーターを卒業することから、鼎談の後半では、当番組におけるコメンテーター時代の名場面を振り返る企画も放送された。なお、エンディングでは、2016年のレギュラー放送3月5日深夜（3月6日未明）から始めることが伝えられた。

##### 2016年度
- 第1回は、2016年11月26日（土曜日）の16:20 - 17:15に放送。同月19日に甲子園球場で開催された阪神のファン感謝デーのダイジェストを中心に、福原忍の現役引退記念企画「三大福原忍」（金本などの証言や過去の映像を交えながら福原の足跡を振り返る企画）「福原忍をおもてなし」（かつてのチームメイトで当番組コメンテーターの関本健太郎との釣り対決ロケ企画）、オリックス・バファローズから国内FA権の行使によって移籍した糸井嘉男の入団記者会見ダイジェスト、この年のドラフト会議1巡目指名を経て入団が決まった大山悠輔へのインタビューなどを放送した。なお、ファン感謝デーのダイジェストパートには、「虎マネ」から川上が出演。得意の形態模写を交えながら、高野と共に参加選手へのインタビューを担当した。
- 第2回は、2017年2月12日（日曜日）の1:30 - 1:59に「沖縄キャンプスペシャル」として放送。高野・桧山・川上・藪下が一軍の春季キャンプを取材した際の映像を中心に、11日に催された紅白戦の速報、桧山から髙山俊・北條史也へのインタビュー、「虎マネ　励まし隊」（新人の大山・小野泰己を「虎マネ」の川上・藪下が激励する取材企画）で構成した。
- 第3回は、2017 ワールド・ベースボール・クラシックの開幕を間近に控えた2017年3月5日の1:30 - 1:59に、「世界一もいいけど日本一目指せスペシャル」として放送。「虎マネ」の山本が、川上・薮下に続いてキャンプを取材した際の映像などを流した。
- 第4回（2017年3月18日）および最終回（25日、いずれも日曜日の1:30 - 1:59）には、東京都内の居酒屋「あぶさん」で収録した「セ・リーグ座談会」を2回にわたって放送。高野・下柳に、阪神以外のセ・リーグ5球団のファンであることを公言する著名人（広島：尾関高文・加藤紗里、巨人：ビビる大木、横浜DeNA：蝶野正洋、東京ヤクルト：磯山さやか、中日：井戸田潤）を交えながら、2016年シーズンの回顧や2017年シーズンの順位予想などを披露した。

##### 2017年度
- 第1回は、2017年12月2日（土曜日）の16:00 - 16:50に放送。11月25日に甲子園球場で開催された阪神のファン感謝デーのダイジェストを中心に、狩野恵輔の現役引退記念企画（関本との対談）などを組み込んだ。
- 第2回は、星野の死去を受けて、2018年1月9日（月曜日・成人の日）の16:00 - 16:58に『虎バン追悼特別番組　ありがとう!星野仙一さん』を急遽編成。当番組のコメンテーターで、星野の阪神監督時代に現役の選手だった下柳・桧山・赤星が、当番組のスタジオへ出演した。また、伊藤史隆（朝日放送のスポーツアナウンサー）の進行で、同年の阪神首脳陣の一部が出演するパートも別に収録。星野と縁の深かった金本・矢野・平田勝男・片岡篤史が星野を偲んだほか、星野の阪神監督時代に当番組で放送された映像や、星野がスペシャルコメンテーターとして当番組へ出演した際の映像をダイジェスト形式で放送した。
- 第3回は、2018年1月28日（日曜日）の1:15 - 1:45に放送。「自主トレFLASH」が中心の構成で、「虎マネ」の山本による大山・小野泰己へのインタビュー映像や、津田がアシスタントとして初めてロケに臨んだ映像を流した後に、星野が生前当番組へ出演した際の映像で番組を締めくくった。
- 第4回は、2018年2月11日（日曜日）の1:15 - 1:45に「キャンプスペシャル」として放送。高野・関本・津田の3人と「虎マネ」の山本が別々に阪神の沖縄春季キャンプを取材した際の映像や、キャンプ前半のダイジェスト映像を放送した。関本は金本、山本は糸井、プロ野球の現場を初めて取材する津田は中谷にインタビュー。津田の取材に同行していた高野と関本が、野球の実技未経験者の津田に対して、「3月24日のオリックス対阪神オープン戦（京セラドーム大阪）の始球式へ挑む」というミッションを出す一幕もあった。ちなみに、朝日放送（当時）では3月24日に、同カードの関西ローカル向け中継と当番組のレギュラー版第1回を放送。津田の始球式の模様は、両番組を通じて伝えられた。

##### 2018年度
- 第1回は、2018年12月1日（土曜日）の15:30 - 16:30に放送。11月23日に甲子園球場で開催された阪神のファン感謝デーのダイジェストを中心に、ヒロド歩美（朝日放送テレビアナウンサー）による鳥谷への単独インタビュー企画や、この年のドラフト会議1巡目指名を経て2019年からの入団が決まった近本光司への密着取材企画などを組み込んだ。
- 第2回は、2019年2月17日（日曜日）の0:40 - 1:10に「キャンプスペシャル」として放送。「矢野×関本　2人だけの時間」（この年から阪神の一軍監督に就任した矢野と、矢野の阪神捕手時代のチームメイトであった関本による対談企画）、「西勇輝のトリセツ」（オリックスから国内FA権の行使によって移籍した西を高野によるインタビューを通じて紹介する企画）、藤浪への単独インタビューを中心に構成した。前年に続いてアシスタントを務める津田は、「西勇輝のトリセツ」などの企画のナレーターに専念。

##### 2019年度
- 第1回は、2019年11月30日（土曜日）の15:30 - 16:25に、『虎バンスペシャル　阪神タイガースファン感謝デー2019』として、前述した2018年度の第2回以来およそ9ヶ月半振りに放送。1週間前（23日）に甲子園球場で開催されたファン感謝デーのダイジェストを中心に、津田から近本への独占インタビューや、この年のドラフト会議で上位に指名された高校生（西純矢・井上広大）へのインタビュー（別々に収録した内容を対談風に編集）で構成した。なお、津田はこの回を最後に降板。
- 第2回は、2020年3月1日（日曜日）の1:15 - 2:10（2月29日の25:15 - 26:10）に、『虎バンスペシャル～矢野阪神2年目の挑戦～』と題して放送。2018年度のレギュラー版以来2年振りに朝日放送テレビ本社内のスタジオセットで本編を収録したほか、津田に代わって河野がアシスタントとして初めて出演した（他のスタジオ出演者は高野・下柳・佐藤）。矢野・近本への独占インタビュー、前年（2019年1月）の大腸ガン手術を乗り越えて2年振りに（沖縄）春季キャンプへ参加した原口文仁に焦点を当てた「虎動」、同キャンプの期間中に河野が敢行した外国人選手（オネルキ・ガルシア、ジェフリー・マルテ、ロベルト・スアレス、ジャスティン・ボーア、ジェリー・サンズ、ジョー・ガンケル、ジョン・エドワーズ）への直撃取材企画、2017年にセントラル・リーグの最終順位予想を全て的中させた下柳の2020年順位予想企画で構成。

##### 2020年度
- 第1回は、2020年12月13日（日曜日）の13:55 - 14:50に『虎バンスペシャル　阪神タイガースファン感謝デー2020』として放送。阪神OBの今成亮太（「タイガースアカデミー　ベースボールスクール」の専属コーチで同年10月から『おはよう朝日です』金曜日のスポーツコメンテーターに起用）を「スペシャルプロデューサー」に迎えて12月5日（土曜日）に甲子園球場からのオンラインイベント（年頭からの新型コロナウイルスへの感染が拡大していることに伴う史上初の措置）として開催されたファン感謝デーのダイジェストに、今成が進行するオリジナル企画（参加選手の私服チェック企画や上新電機高槻店で視聴者へのプレゼントを探す企画）を組み合わせた。また、藤川球児がこの年限りで現役を引退したことを背景に別途収録された「藤川球児×下柳剛　2人だけの宴」、2020年の阪神の名シーンを映像で振り返る「Tigers Eats」、この年のドラフト会議1巡目指名を経て2021年からの入団が決まった佐藤輝明への単独インタビューも放送。佐藤が高城れに（ももいろクローバーZ）のファンを公言していることにちなんで、高城からのメッセージビデオ（佐藤へのサプライズ企画としてインタビュー向けに収録された映像）も流された。ナビゲーターの高野は、ファン感謝デーで参加選手への独占インタビューを担当したほか、ナレーションを津田や藤崎と分担。その一方で、津田の後任アシスタントである河野は登場しなかった。
- 第2回は、2020年12月30日（水曜日）の6:30 - 7:00に、『虎バンスペシャル　藤川球児引退～火の玉ストレートは永遠に～』として放送。「藤川球児×下柳剛　2人だけの宴」の再編集版と、藤川が引退試合の翌日（11月11日）に受けた独占インタビューの収録映像に、藤崎がナレーションを添えている。

##### 2021年度
- 2021年6月20日（日曜日）の10:55 - 11:50に、阪神ナインが巨人とのデーゲームに向けて練習中の甲子園球場から、『虎バンスペシャル＃あかん阪神優勝してまう』というタイトルで第1回を生放送。岩本計介（朝日放送テレビアナウンサー）の司会で、岩本が隊長を務める「虎バン優勝いただき隊」のメンバーから山本彩・下柳・こいで（シャンプーハット）をゲストに迎えたほか、藤崎と津田がVTRのナレーターを交互に務めた。朝日放送テレビが制作する阪神対巨人デーゲームの全国ネット向けテレビ中継（13:55からテレビ朝日系列で放送）と連動した特別番組で、生放送のパートには、銀傘下の内野スタンドを使用。阪神の2021年セ・リーグ首位独走に貢献した主な選手の紹介企画、生中継による矢野へのインタビュー・こいでの阪神練習リポート、梅野と佐藤輝明への独占取材企画などで構成された[12]。
- 2021年10月3日（日曜日）の11:00 - 11:50に、『虎バンスペシャル 16年ぶりに阪神優勝してまう?』というタイトルで第2回を生放送。第1回と同じく、甲子園球場の銀傘下内野スタンドからの生中継で、14:00開始の阪神主催試合（中日とのデーゲーム）中継[17]と連動させていた。岩本が、第1回に続いて司会を担当。こいでに加えて、「虎バン優勝いただき隊」のメンバーでもある関本や、レギュラー版の元・アシスタントでアイドル（NMB48のメンバー）ながら「虎マニアNo.1芸人」に選ばれたばかりの川上をゲストに迎えた。また、阪神が2005年以来16年振りのセ・リーグ優勝を果たす可能性をデータから浮かび上がらせるクイズ企画の出題・解説役として、村瀬哲史（「幼い頃からの阪神ファン」を自認している大阪府出身の東進ハイスクール地理科講師）が事前収録で出演。事前収録による岩本から青柳晃洋投手へのインタビュー、中野拓夢（ドラフト5巡目での指名で入団した新人ながら正遊撃手に定着している内野手）に注目した「虎動」、こいでによる阪神の練習リポート、生中継による矢野へのインタビューも盛り込んだ[18]。ナレーターは藤崎で、第1回放送の時点でセ・リーグの首位を独走していた阪神は、第2回の放送時点でヤクルトに1ゲーム差の2位。第2回が放送された午後の中日戦で完封勝ちを収めたが、ヤクルトも広島とのデーゲーム（マツダスタジアム）に勝利したため順位は変わらなかった。さらに、レギュラーシーズンの最終戦（10月19日の対中日戦）までリーグ優勝の可能性を残しながら、ヤクルトにその可能性、レギュラーシーズン3位の巨人にクライマックスシリーズのファーストステージで日本シリーズ進出の可能性を封じられている。
- 第3回は、2021年12月11日（土曜日）の14:30 - 15:25に『虎バンスペシャル　阪神タイガースファン感謝デー2021』として放送。岩本の司会・ヒロドの進行で12月4日（土曜日）に甲子園球場室内練習場からのオンラインイベントとして開催されたファン感謝デー（ゲスト：河野、陣内智則、コロコロチキチキペッパーズ、四十住さくら、宇山賢）のダイジェストを中心に、高校から阪神への入団が決まったばかりの森木大智・前川右京（いずれも阪神が18年振りのセ・リーグ優勝を果たした2003年に出生）へのインタビュー、「坂本製作所」（新人ながら盗塁王のタイトルを獲得した中野、リーグ最多勝の青柳、大山に向けて坂本誠志郎と小幡竜平がメダルを製作する企画）、「ピク虎グラム」（この年の夏季に開催の2020東京オリンピック開会式で披露されたピクトグラム調に阪神選手の好プレーを藤崎のナレーションと共に振り返る企画）などを組み込んだ。なお、ABCテレビがYouTube上で開設している「虎バン　阪神タイガース応援チャンネル」では、未放送映像を含めた完全版の動画を放送の直後から配信。

##### 2022年度
- 2022年12月4日（日曜日）の14:30 - 15:30に、『虎バンスペシャル　阪神タイガースファン感謝デー2022』として放送。2019年以来3年振りの有観客イベントとして11月26日（土曜日）に甲子園球場で開催されたファン感謝デー（司会：高野・川上、ゲスト：陣内智則、津田篤宏＜ダイアン＞、木﨑太郎・櫻井健一朗＜祇園＞）のダイジェストを中心に、糸井嘉男（この年限りで現役を引退）と鳥谷敬（2020年から移籍していた千葉ロッテマリーンズで2021年に現役を引退）による「同級生対談」、「阪神タイガース2022 名場面」、「2022#トレンド　タイガース」（佐藤輝明・近本・大山・青柳・才木浩人・湯浅京己の名場面をハッシュタグと藤崎のナレーション付きで振り返る企画）、「今成&ちっひーのお宝ハンター」（「ちっひー」こと川上が渋谷凪咲・小嶋花梨＜いずれもNMB48＞と共にイメージキャラクターを務める上新電機の日本橋店で今成がキーワードクイズと連動した視聴者向けのプレゼントを探す企画）、中央大学からドラフト1位で入団したばかりの森下翔太に対するインタビュー企画（同校硬式野球部のグラウンドで収録）などを組み込んだ。
  - 川上は高野と交互にナレーションも担当したほか、「お宝ハンター」のロケにも「ちっひー店長」（今成に推薦する家電製品の紹介役）として上新電機店頭スタッフの制服姿で出演。また、ファン感謝デーのダイジェストパートでは、北條瑛祐（朝日放送テレビのスポーツアナウンサー）が選手へのインタビュアーを務めていた。なお、「虎バン　阪神タイガース応援チャンネル」では、未放送映像を含めた「糸井嘉男×鳥谷敬　同級生対談」完全版の動画を放送の直後から配信。

##### 2023年度
- 2023年12月3日（日曜日）の15:30 - 16:25に、『虎バンスペシャル　阪神タイガースファン感謝デー2023』とのタイトルで第1弾を放送。阪神がこの年に「アレ」（2005年以来18年振りのセ・リーグ優勝）と「アレのアレ」（1985年以来38年振りの日本シリーズ制覇）を成し遂げたことを背景に、11月25日（土曜日＝この年から一軍監督へ復帰した岡田にとって66歳の誕生日）に甲子園球場で開催されたファン感謝デー（司会：高野・川上、ゲスト：陣内智則、津田篤宏＜ダイアン＞）のダイジェストを中心に構成。「岡田語録から見るアレの軌跡」、高野・山本彩の進行による「大山悠輔&森下翔太を極上おもてなし」（糸井が「サプライズゲスト」として同行したロケ企画）、青山学院大学からドラフト1位で入団したばかりの下村海翔に対するインタビュー企画（青山学院大学のキャンパス内で収録）、「今成&ちっひーのアレあげるんよ」（趣旨と収録場所は前年の「お宝ハンター」と同じ）も組み込んだ。なお、「虎バン　阪神タイガース応援チャンネル」では、未放送映像を含めた「大山悠輔&森下翔太を極上おもてなし」完全版の動画を放送の直後から配信。
- 2023年12月31日（日曜日）の15:25 - 16:20に、『大晦日もそら虎バンよ～真相究明!阪神アレのアレ～』とのタイトルで第2弾を放送。2023年の日本シリーズから阪神の「アレのアレ」につながった3つのシーンの「真相」を渡辺謙（このシリーズの全試合を球場で観戦していた俳優）のナレーション付き映像で究明する企画（「日本シリーズの真相究明」）と、阪神のセ・リーグ優勝記念旅行に参加した選手の様子を密着取材の映像（アメリカ合衆国のハワイ州で12月中旬の旅行中に撮影）と武田和歌子（朝日放送テレビのアナウンサー）のナレーションで紹介する企画を交互に編成していた。

## 主なコーナー・企画

### レギュラー放送の終了時点（2018年度）
- 今週のタイガース
  - 放送日の直近1週間（定時放送の休止明けの場合には休止期間中）を対象に、阪神戦のダイジェストや阪神関連のトピック映像を1日単位で放送するコーナー。朝日放送の野球解説者をはじめ、週替わりで出演するコメンテーター（後述）が、試合のポイントを解説する。
  - 番組開始から2014年シーズンまでは「虎バン　今週のタイガース」、2015年度には「虎VISION（とらビジョン）」というタイトルで放送。2008年シーズンまでは、放送前週の月曜日から順に振り返る構成だった。2009年シーズンでも、週によってはこの構成で放送することがあった。
  - 2009年シーズンからは、放送当日に阪神戦があった場合に、その試合のダイジェストを"Today's Game"として先に放送。コメンテーターの解説後に、放送日の他チームの試合結果や、放送日全試合終了時点でのセントラル・リーグの順位表を簡単に紹介することが多くなった。この場合には、CMをはさんでから、放送前日までの阪神戦ダイジェストやトピックスを月曜日から1日単位で放送していた。
  - 放送枠を移動した2010年シーズン以降は、阪神戦があった日の放送で、"Today's Game"にちなんだ清水・堀（2011年シーズンから角野）のトークを当番組のオープニングで放送。オープニング映像をはさんで、"Today's Game"の本編に入るようになった。また、ダイジェストやトピックスを、前週の日曜日から1日単位で流している。
  - 2012年シーズンからは、オープニング映像を流した後に、スポットCMをはさんで当コーナーを放送。終了後に、清水・角野・当日出演のコメンテーターが自己紹介に入るようになった。
  - 2014年シーズンからは、金本・矢野・下柳のいずれか（または2名）が登場する場合に、「素晴らしい」と感じられるプレーを「〜のイチオシ」、「物足りない」と感じられるプレーを「〜のダメ出し」というタイトルで詳しく紹介していた。
  - 虎VISIONに改称した2015年シーズンの放送では、「虎マネ」が進行役を担当。阪神のチーム・選手にとってターニングポイントになった試合を「DRAMATIC GAME」として、勝負どころを掘り下げて伝える構成に変更した。その他の試合については、「喜」「怒」「哀」「楽」のいずれか1文字で1試合ずつ表現するとともに、ダイジェストVTRをコメンテーターの一声によってその文字に対応するシーンで停止。そのうえで、コメンテーターが解説や批評をはさんでいた。必ずしもその週行われたすべての試合をカバーするとは限らなくなった。
  - プロ野球取材初心者の津田がアシスタントに就任した2018年シーズンの放送では、阪神がホームゲームで勝利した場合に、勝利に貢献した選手に対して試合後にダッグアウトの裏で独占インタビューを実施。その模様を、当該試合のダイジェスト映像へはさむようになった。また、放送週の試合のダイジェスト映像をひととおり流した後に、「津田のギモン」（津田が放送週の試合で感じた素朴な疑問をコメンテーターにぶつける企画）を実施している。
- 虎バン　マンスリーアワード
  - 2015年シーズンから毎月最終週に放送中の視聴者参加企画。放送月（4月の場合には3・4月）の阪神戦から、スペシャルナビゲーターの佐藤・『日刊スポーツ』の阪神担当記者・当日出演のコメンテーターが1件ずつ推薦する阪神選手の好プレーを対象に、公式携帯サイトからの視聴者投票を通じて「マンスリーアワード」を選出する。
  - 佐藤は「ファンタスティック部門」、『日刊スポーツ』の記者は「ジャーナリスト部門」、コメンテーターは「プロフェッショナル部門」から1件ずつプレーを推薦。公式携帯サイトでは、当コーナーの放送中から放送翌週水曜日の24:00（木曜日0:00）まで投票を受け付ける。

#### 「虎動」（こどう）
- 番組開始から放送されているメインコーナーで、選手視点における心境等を放送するドキュメンタリー色の強い企画。テーマのキーワードに当たるサブタイトル（「○○」）が毎週付く。オフシーズンにも、虎バンスペシャルを含めて随時放送されている。
- プロ野球シーズン中には、放送日の直近1週間（定時放送を休止する場合には休止期間中）の阪神戦で、ポイントになったプレーや選手を焦点にVTR取材。チームデータや選手自身のインタビュー映像などを交えながら、そのプレーの意味や、試合に対する選手やチーム全体の意識などを浮き彫りにする。
  - 内容によっては、CMをはさんで前後編を放送。また、必ずしも阪神一色の内容とは限らず、阪神以外の球団の監督・コーチ・選手からの証言VTRが流れることもある。2012年4月21日・4月28日の放送では、前年まで中日ドラゴンズの監督を務めていた落合博満（出演時点では「日刊スポーツ」の野球評論家）と矢野による対談のVTRが放送された[19]。
- オフシーズンの放送（2009年度からは虎バンスペシャル）では、特定の選手を対象に、シーズンを振り返る内容で取材。春季・秋季キャンプや、春季キャンプ前の自主トレーニングの模様を、VTRで紹介することもある。
- 当コーナーで扱った内容の一部は、番組の関連書籍・DVD（後述）や、朝日放送が制作に関わる「虎バン」以外の阪神関連番組・DVDでも取り上げられている。2010年3月19日には、過去6年間に放送された当コーナーの特集で、特に反響の大きかった映像を収めたDVD「虎動セレクション 阪神タイガース 虎戦士の真実」を発売した（後述）。また、同じ趣向の番組である『猛虎ファイル』（毎日放送制作でGAORAでも放送、2012年度から『withタイガース』と改題）とともに、（スタジオパートを除く）当コーナーの放送済み映像素材を甲子園歴史館に提供。館内の専用パソコンを通じて、過去の放送内容の一部を鑑賞できる。

#### 「今週の熱ガオ!!」
2017年4月22日放送分から開始したVTR企画。虎の咆吼にちなんで2014年度から阪神球団主催のイベントや「虎バン主義。」キャンペーンで多用している「ガオ～」のポーズ（両手の指をすべて曲げた状態で前に向けながら吼えるような表情を見せるポーズ）に「顔」を重ねていることから、タイトルの「熱ガオ」を「あつがお」と読ませる。
放送週の阪神の試合や練習の模様を写した映像から、選手の「顔」に注目。プレー中に見せる熱い表情から、ハプニングに遭遇した際の意外な表情まで、さまざまな「顔」を数本の映像で振り返る。ちなみに、2017年以降のレギュラー放送では、毎回のオープニングでスタジオの出演者も揃って「ガオ～」のポーズを披露している。

### 過去（2016年度以前）
2008年度までのオフシーズンには、事前収録かスタジオからの生放送で、一部のコーナーを阪神の現役・新人選手や監督・コーチへのインタビューに差し替えることが多かった。

#### 「金本知憲の家族旅行の夢かなえます」
- 金本が阪神に在籍していた2005年 - 2009年に実施していたコラボレーション企画で、主に毎月第1週に放送。金本が阪神甲子園球場の阪神主催公式戦でホームランを打つたびに、自身のポケットマネーで近畿2府4県（大阪府、兵庫県、京都府、奈良県、滋賀県、和歌山県）在住の1家族（最大4名まで）を旅行に招待していた。ちなみに、毎年阪神の公式戦終了時までにハガキで応募すれば、抽選の対象になった。
- シーズン中の金本は、毎月初めに、前月までに届いたハガキから前月に阪神甲子園球場で放ったホームランの本数分の家族を抽選。当コーナーで後日、当選者の氏名とともに、その模様を放送した[20]。ただし、当初から月平均の応募件数が万単位にのぼったため、途中からは応募者の対象を近畿2府4県在住者に限定した。
- 金本は毎年、当企画のプレゼントとして、マイナスイオンブレスレット（金本モデル）や愛用品を提供[21]。また、年を追うごとに、ポケットマネーで招待する旅行の規模を拡大させていた。
  - 2005-06年シーズン：金本がプライベートで世話になっているという熱海（静岡県）の温泉旅館への招待[22]
  - 2007年シーズン：ハワイ旅行への招待
  - 2008年シーズン以降：世界8地域（ハワイ、グァム、ゴールドコースト、バリ島、ロサンゼルス、ロンドン、ソウル、沖縄）への旅行プランから、応募の際に希望したプランの旅行へ、1家族あたり大人・子ども各2名を招待[23]。

#### 「トライアングル」
- 阪神での現役選手時代に当番組で何度も鼎談を放送してきた「同級生トリオ」の矢野・金本・下柳が、金本・下柳の現役引退→解説者転身で当番組のコメンテーターとして再び集結したことを機に、2013年・2014年シーズンに放送。阪神の戦い振りにまつわる1つのテーマについて、矢野が守備面、金本が打撃面、下柳が投球面から持論や提言を披露していた。ただし、3人がスタジオで一堂に会するとは限らず、3人のうち1人がコメンテーターとしてスタジオに出演した場合にも「トライアングル」のタイトルを使うことがあった。
- 2013年7月3日の阪神対巨人戦では、朝日放送（当時）の中継（『スーパーベースボール 虎バン主義。』で、3人揃っての解説を予定していた。試合が雨天中止になったため、サンテレビでのトップ中継とBS朝日の完全生中継は休止したものの、朝日放送（当時）のみ18:17 - 19:00の中継で3人を共演させた。

#### 2008年度のみ
- 堀友理子の虎人（こじん）授業（プロ野球シーズン中にほぼ毎週放送）
  - 堀が当番組で初めて担当した企画で、甲子園球場内で事前に収録。机とイスとホワイトボードがある部屋で個人授業を受ける形式で、阪神のホームゲーム用ユニフォームを着た選手やコーチが、堀の"先生"として毎回1名ずつ登場した。
  - 阪神取材の初心者であった堀が、毎週1名の"先生"にインタビュー。野球やプライベートに関する質問が多いことから、試合中とは違う選手やコーチの一面がよく見られた。また、コーナーの最後には、出演した"先生"が、次回の"先生"を紹介する趣向になっていた。
  - 当コーナーで放送された内容の大半は、初の番組本「虎バン 阪神タイガースはなぜ強いのか」（後述）に収められている。ただし、「金本知憲の家族旅行の夢かなえます」を放送する場合には休止していた。

#### 2009年度のみ
- 友理子の日記（プロ野球シーズン中のみ月に2 - 3回放送）
  - 堀が取材・進行を担当したVTRコーナーで、番組の後半に放送。毎回1つのテーマを基に、阪神の二軍や阪神関連の施設などを幅広く取材した。
  - 当番組の放送日（同年度は日曜日）に阪神甲子園球場で阪神戦を開催する場合には、テレビ中継（後述）で阪神のベンチリポーターを務める堀が、試合前に球場の外で阪神ファンヘインタビューすることもあった。

#### 2010年度のみ
- TBTV（虎バンティービー）
  - 浦川泰幸（朝日放送〈当時〉アナウンサー）がスペシャルコメンテーターとして出演する場合にのみ放送。J-POPのヒットナンバーをBGMに流しながら、浦川自身が選んだ阪神公式戦の名シーン・阪神選手の好プレーをベスト10形式で紹介していた。
- 鳴尾浜だより（ファーム情報、5月22日から不定期で放送）
  - ファームで調整する主力選手や、一軍入りを目指す若手選手の近況を、VTRと藤崎のナレーションで紹介。平田勝男二軍監督（当時）など、ファーム首脳陣のコメントも随時放送された。

#### 2011年度のみ
- 角野友紀の推しメン!（4月30日からシーズン終了まで放送）
  - 角野による取材・進行で構成したコーナー。角野自身にとっての「推しメン（おしめん、取材時点で一番気になる阪神の選手）」への直撃インタビューや、その選手が活躍したプレーをVTRで紹介していた。当初は不定期で放送していたが、角野が徐々に取材へ慣れていったこともあって、シーズン後半にはほぼ毎週流れるようになった。

#### 2012年度のみ
- 福本豊の世界の太鼓判
  - 福本豊がコメンテーターで出演した場合に放送。福本が太鼓判を押した阪神選手やプレーを、映像を交えながら紹介した。福本自身が気になる選手を、福本ならではの率直な口調で叱咤激励することもあった。
- よっさんのつぶやき
  - 「よっさん」の愛称で親しまれている吉田義男がコメンテーターで出演した場合に放送。日曜日（または放送翌週）の阪神戦の見どころを、吉田ならではの目線と口調で紹介する。
- 矢野交×論（やのこうろん）
  - 矢野がコメンテーターで出演した場合に放送する対談企画で、2012年6月10日から開始。矢野がインタビュアーとして、野球以外のスポーツで活躍したアスリート（経験者）との対談から、今の阪神に求められること（リーダーシップなど）や阪神の将来像を探る。第1回のゲストは、矢野と同じ大阪府出身で、元・サッカー日本代表キャプテンの宮本恒靖。同年8月25日には、ソフトボール日本代表のエースとして北京オリンピックの金メダル獲得などに貢献した上野由岐子との対談を放送した。
- ちびっ子ヒーローインタビュー
  - 「Dream Link」（ファンと選手の交流・社会への貢献を目的とした阪神球団主導のプロジェクト）と朝日放送によるコラボレーション企画の一環で、2012年6月から同年のシーズン終了まで、インタビューVTRの一部を不定期で放送していた。
  - 参加者については、球団側が阪神甲子園球場での主催試合から月に1 - 2試合を指定したうえで、「タイガース Dream Linkスマホ版」（スマートフォン向けの球団公式メールマガジン）の会員から「小学生3名＋保護者1名」という1組単位での応募を条件に期間限定で募集。球団側による抽選と、電話連絡への応対によって、指定1試合につき1組の当選を確定させる。なお、当選した1組には、該当する試合の内野指定席チケットを球団側で用意。その組に入っている小学生は、該当する試合で阪神が勝利した場合に限って、球団広報が「本日のヒーロー」に挙げた選手へ試合終了後に球場内でインタビューを実施できるようになっていた。

#### 2013年度のみ
- Meister（マイスター、不定期で放送）
  - 阪神選手のプレーを支える専門家（阪神園芸所属の甲子園球場グラウンドキーパーなど）に密着した取材映像に、関連する選手のインタビュー映像を交えたミニドキュメント。
- アナタの質問に答えます 虎クエスチョン
  - 朝日放送「虎バン主義。」の携帯サイトに寄せられた視聴者からの質問を、角野が毎回数件紹介。（選手を含む）阪神関係者や当番組のコメンテーターが質問に答えていた。コーナーの略称は「虎クエ」で、阪神・野球・選手に関する素朴な疑問にとどまらず、野球技術の上達に向けた質問も受付。ただし、特別企画などを優先する関係でコーナーを休止することがあった。

#### 2014年度のみ
- God's Eye（ゴッズアイ）
  - 現役時代の晩年に「（代打の）神様（God）」と呼ばれた桧山が出演する場合に放送。放送日直近の阪神戦から、勝負の分かれ目になったポイントを、鋭い視点で解説していた。
- 自虎分析
  - 放送前週の試合で印象深い活躍を見せた選手へのインタビュー企画。選手自身に活躍の理由を語らせる趣旨で収録するため、タイトルを「じこぶんせき」と読ませていた。
- アントニーのワールドコレクション
  - アフリカ系アメリカ人の父親と日本人の母親を持つ阪神ファンのお笑い芸人・アントニー（マテンロウ）によるVTR取材企画で、正式タイトルは「アントニーのワールドコレクション〜世界は野球でつながっている〜」。阪神に限らず、NPBの他球団に在籍する外国人選手にもインタビューを敢行しながら、選手たちの素顔を紹介していた。

#### 2015年度のみ
- 虎のマネ知識
  - この年度から「虎マネ」を起用したことを機に、エンディング付近で随時放送。当日出演の「虎マネ」が、阪神の球団史・選手・試合に関するデータを紹介した。
  - 「虎マネ」がNMB48のメンバーに代わった2016年度以降の放送では休止。ただし、「虎マネ」とは別に津田をアシスタントへ起用した2018年度からは、「今週のタイガース」の中で津田が上記のデータを随時紹介している。

#### その他
以下のコーナーは、番組開始から2010年度まで放送。
- ええトコどり○○
  - 番組開始当初から、ほぼ毎回エンディングで放送。番組テーマ曲の「FIRE DANCE」をBGMに、直近1週間の阪神の名場面を短くまとめた映像を流した。タイトルの○○は年号で、毎年変えていた。
- 男たちの凱歌
  - 『ええトコどり』の代わりに不定期で放送。ブライアン・アダムスの「I Will Always Return」をBGMに、阪神の選手1人にスポットを当てたうえで、その選手が活躍する場面の映像を流す。現役引退を発表した選手や、久々に一軍へ復帰して活躍した選手がよく取り上げられた。
- 虎魂（コダマ）
  - 『ええトコどり』の代わりに不定期で放送。阪神の選手1人にスポットを当てたうえで、その選手が必死で練習したり、直向きにプレーしたりする姿を収めた映像を流していた。
- RED★SCOPE（レッドスコープ、2010 - 2014年度）
  - 赤星憲広がコメンテーターとして出演した場合にのみ、「虎動」を差し替える形で放送。放送日までの阪神の戦い振りから、赤星が注目した1つのテーマ（「守備」など）を、VTRとスタジオトークで掘り下げていた。
- Yanolyze（ヤノライズ、2011年5月 - 2012年度）
  - 矢野がコメンテーターとして出演した場合にのみ、「虎動」を差し替える形で放送。「矢野、分析する」という意味を込めたタイトルが示すように、放送日までの阪神の戦い振りから、ある一戦でのプレー（打者に対する投手の配球など）をテーマに捕手出身の矢野の目線で野球の面白さを分析した。2013年度からは、「トライアングル」に引き継がれている。
- 明日への格言（2012 - 2014年度、2013年度以降のタイトルは明日への虎ノ巻）
  - 2012年5月から、放送翌日の阪神戦（正確には放送日のデーゲームかナイトゲーム）をABCテレビで中継する場合に放送。野球界に伝わる格言（「捕手には打たせるな」）をテーマに、その格言を裏付けるデータを示しながら、中継の見どころを藤崎健一郎のナレーションで紹介する。

## レギュラー出演者
◎：出演時点で朝日放送テレビのアナウンサー

### ナビゲーター
- 高野純一◎（2015年3月 - ）
  - 男性ナビゲーターとしては2代目で、初代の清水と同じく、スポーツアナウンサーとしても活動中。

#### 過去
- 清水次郎◎（番組開始 - 2014年12月）
  - スポーツアナウンサーとして入社した後に、当番組の開始から11年にわたってナビゲーターを担当。出演期間中も、プロ野球や高校野球を中心に、スポーツ中継の実況やリポーターを続けていた。
  - 当番組の放送日に『スーパーベースボール 虎バン主義。』や『サンテレビボックス席日曜ナイター』（朝日放送〈当時〉制作分）の阪神ホームゲーム中継で実況・ベンチリポートを担当した場合にも、中継終了後そのまま当番組へ出演。オフシーズンの『虎バンスペシャル』『マンスリー虎バン』にも登場していた。
  - ナビゲーター勇退後の2015年にも、企画によっては、ナレーターを務めることがあった。2016年6月で朝日放送を退社した後に、兵庫県教育委員会の教員採用試験に合格。2017年度からは、兵庫県立西宮今津高等学校で、社会科の教諭と硬式野球部の顧問を務める。
- 高野直子◎（番組開始 - 2006年3月）当番組からの卒業後に、アナウンス室から東京支社へ異動。
- 田中花子◎（2006年4月 - 2007年12月）当番組からの卒業後に、結婚・海外移住のため朝日放送を退社。
  - 高野・田中とも、スタジオ進行に専念していた。
- 堀友理子◎（取材リポーターも兼任、2008年1月 - 2010年12月）
  - 当番組への出演を機に、2008年シーズンから、武田和歌子の後任として『スーパーベースボール 虎バン主義。』『サンテレビボックス席日曜ナイター』（朝日放送〈当時〉制作分）で阪神側のベンチリポーターを担当していた（阪神甲子園球場や京セラドーム大阪からの阪神戦中継限定）。当番組卒業後の2012年8月に朝日放送を退社。退社後は、セント・フォース→オフィス北野→生島企画室・FIRST AGENT所属のフリーアナウンサーとして、東京や地元の静岡県を中心に活動している。
- 角野友紀◎（2011年1月 - 2014年12月）
  - 2010年に入社してから、初めてスポーツ関連の番組にレギュラーで出演。前任の堀に続いて取材も担当するほか、2011年4月20日には、阪神甲子園球場で開催された阪神対読売ジャイアンツ戦で人生初の始球式を経験した。2014年12月に中田賢一（福岡ソフトバンクホークス投手）と結婚したことから、当番組卒業後の2015年3月に朝日放送を退社。退社を機に、フリーアナウンサーとして、福岡を中心に活動していた。ちなみに、中田は2019年のシーズン終了後に、無償トレードで阪神へ移籍している。
  - 角野退社後の2015年度からは、後輩アナウンサーのヒロド歩美が、前述の中継で阪神側のベンチリポーターを担当。その関係で、当番組にも、「虎バンマンスリーアワード」のプレゼンターなどで登場することがある。
- 津田理帆◎（2018年1月 - 2019年11月）
  - 佐藤・高野純一・コメンテーターの3人による「男だけの虎バン」と銘打って放送する場合には、スタジオに登場しなかった。

### スペシャルナビゲーター
2015年度から新設
- 佐藤隆太（俳優）
  - 2015年3月14日放送分での紹介を経て、同月21日（土曜日・春分の日）に生放送の『虎バンスペシャル』[24]から正式に登場。レギュラー放送では、不定期でVTRやスタジオに出演する[9]ほか、「虎バンマンスリーアワード」でファンタスティック部門の推薦人も務める。2016年からは、阪神春季一軍キャンプの取材や、特集VTRのナレーションも担当。

### アシスタント
- 河野万里奈（2020年度のみ）
  - プロ野球シーズン中には週に1試合のペースで公式戦を球場で観戦するほど、大の野球好きで知られる。本人は福岡県の出身だが、両親が関西地方の出身。本人も同県内の高校から関西学院大学へ進学したことを機に、関西地方で生活していたため、視聴者として当番組への出演を夢見ていたという。特に好きなプロ野球選手は、2019年まで阪神に在籍していた鳥谷敬。

#### 過去

##### 2015年度
- 折原あやの
- 海野ナル（かいの なる）

いずれも、ホリプロ系列のモデルエージェンシー「Booze」（ブーズ）に所属するファッションモデル。2015年公式戦開幕後最初の放送（3月28日）に揃って登場した後に、翌週の放送（4月4日）からレギュラー放送の最終回（10月31日）まで、隔週交代で出演していた。

##### 2016年度以降
- 川上千尋（2016・2017年度）
- 木下春奈（2016年度のみ）
- 薮下柊（2016年度および2017年4月）
- 谷川愛梨（2017年4 - 10月）

出演時点ではいずれも、NMB48のメンバーおよび「TORACO」応援隊長で、放送上は山本を含めて交互に1名（または全員揃って）出演。
- 山本彩（2016 - 2018年度）

出演時点ではNMB48のメンバーで、阪神球団公認の「TORACO」（女性ファン）応援隊長も務めた。津田がアシスタントへ就任した2018年度には、津田と共演する回がある一方で、「男だけの虎バン」として放送する回などにスタジオへ登場しないことがあった。

### ナレーター
- 藤崎健一郎◎（2007年4月 - ）
  - 当番組に登場する前の2006年度から、『熱闘甲子園』のナレーションも担当している。一時スポーツ中継の実況も担当していたが、2010年4月から『NEWSゆう+』でサブキャスターを務めるようになったこと[26]を機に、当番組と『熱闘甲子園』以外のスポーツ関連番組へ出る機会が減っている。

#### 過去
- 長嶋賢一朗◎（番組開始当初からナレーションを担当したが、自身の不祥事により降板・アナウンス職から異動）
  - 2007年1月 - 3月には、清水がナレーションも担当していた。

### コメンテーター
プロ野球シーズン中の放送では、週替わりでスタジオに1人ずつ出演。特別番組やVTRなどで、複数のコメンテーターが出演することもある。
以下の人物は阪神OBで、いずれも朝日放送の野球解説者。
- 下柳剛（2013年度 - ）
- 桧山進次郎（2014年度 - ）
- 関本賢太郎（2016年度 - ）
  - コメンテーターへの就任を機に、番組携帯公式サイトで、「関本コラム」（毎週更新）の執筆も担当。

#### 過去
- 真弓明信（出演期間中は朝日放送・サンテレビ解説者、番組開始 - 2009年1月）
  - 岡田の後を受けて、阪神の一軍監督に就任。監督就任後も、オフシーズンにVTRインタビューで登場したり、ゲストとしてスタジオに出演したりすることがあった。2011年シーズンで監督を退任。2012年から朝日放送・サンテレビとの間で解説者としての出演契約を再び結んでいるが、当番組のコメンテーターには復帰していない。ただし、スペシャルコメンテーターの佐藤が現役時代の真弓のファンだったことから、佐藤の初出演になった前述の『虎バンスペシャル』ではVTRで佐藤へのコメントを寄せた。
- 木戸克彦（出演期間中は朝日放送・日刊スポーツ解説者、2006年1月 - 2008年1月）
  - 2008年シーズンから阪神の一軍コーチとして現場に復帰。コーチ就任後も、虎動のインタビューVTRにたびたび登場。オフシーズンには、ゲストとしてスタジオに出演することもあった。2011年シーズンでコーチを退任後は、同球団の編成本部に所属。2013年からゼネラルマネジャー補佐（2015年10月から球団本部付次長兼球団本部プロスカウト担当）を務める。
- 岡田彰布（フリー契約、朝日放送・日本テレビ・読売テレビ・サンテレビ制作の中継に出演、2009年2月 - 9月）
  - 2009年2月1日の放送で解説者デビュー。以降も不定期で出演していたが、2010年シーズンにオリックス・バファローズの一軍監督へ就任することが決まったため、同年10月から登場しなくなった。2012年の監督辞任後にフリーランスの立場で解説者の活動を再開。朝日放送ラジオ限定で解説を務めているが、当番組にはまだ復帰していない。
- 湯舟敏郎（出演期間中は朝日放送・サンテレビ解説者、2004年1月 - 2011年11月）
  - 朝日放送の解説者に就任した2004年から、延べ8年にわたって出演。2012年シーズンから阪神に二軍投手コーチとして復帰することが決まったため、2011年のレギュラー放送最終回（11月12日）で降板した。2015年から朝日放送の解説者に復帰したが、当番組には出演していない。
- 矢野燿大（出演期間中は朝日放送・サンテレビ野球解説者、2011年度 - 2015年度）
  - 出演期間中には、番組公式携帯サイトで、「矢野燿大の虎々が要（ここがかなめ）」というコラムを毎週執筆していた。2016年シーズンから阪神に一軍作戦兼バッテリーコーチとして復帰するため、コメンテーターとしては2015年の最終放送（12月19日放送分）で降板。
- 福本豊（朝日放送・サンテレビ解説者、番組開始 - 2012年10月）

### スペシャルコメンテーター
- 吉田義男 （朝日放送野球解説者）
  - 番組開始から2012年度までは、コメンテーターとしてレギュラー出演。自身の高齢などに伴うコメンテーター陣の世代交代によって、2013年度から一時当番組を離れていたが、2016年度から年に1回のペースで出演を再開。
- 赤星憲広（日本テレビ・スポーツニッポン野球解説者、2010年4月24日 - ）
  - 選手時代から虎動やインタビューなどでたびたび登場。2009年末に現役を退いてから、2009年度の虎バンスペシャルで、テレビ番組での解説者デビューを果たした（前述）。日本テレビとは本数契約を結んでいるため、当番組をはじめ、他局の番組や阪神戦中継にも登場している。桧山がコメンテーターに加わった2014年からは、スタジオへの出演頻度を減らす一方で、藤本・濱中との同窓会（前述）などのVTR企画に登場。

2012年のプロ野球シーズンからは、落合や野村克也など、阪神との関係が深い朝日放送以外の野球解説者がVTRで出演することもある。金本がコメンテーターとして出演した2014年6月28日の放送には、同じ広島県出身の張本勲を初めてゲストに迎えたうえで、スタジオから「週刊虎話」という特別企画を放送した。

#### 過去
- 星野仙一（中日・阪神・楽天で一軍監督を歴任、2003年 - 2007年、2011年 - 2017年）
  - 阪神の一軍監督を勇退した2003年のオフシーズンから、同球団のオーナー付シニアディレクターの立場で出演。ただし、出演した回は原則として、スカイAで放送されなかった。
  - 楽天の一軍監督へ就任した2011年から、オフシーズンの「虎バンスペシャル」に不定期で出演。2012年の「虎バンスペシャル 金本・矢野・下柳 表と裏」（前述）でも、「表」編にVTRでコメントを寄せていた。同球団取締役副会長在任中の2018年1月4日に70歳で死去したため、2017年6月24日の0:24 - 1:24に朝日放送で放送された『虎バンスペシャル 金本知憲×星野仙一 ～挑む男たちの決意～』が生前最後の出演になった。
- 浦川泰幸（朝日放送テレビアナウンサー、2010年度のみ）
  - 入社以来プロ野球を本格的に担当していないにもかかわらず、朝日放送テレビ『おはよう朝日です』平日版総合司会への抜擢と、当番組の放送枠移動を機に出演を開始。清水の後輩・堀や角野の先輩に当たるアナウンサーで、出演時には阪神ファンの代表としてTBTVのナビゲーターも担当。企画によっては阪神関係者に対するインタビュアーを務めることもあった。
- 有田修三（2012年度のみ阪神タイガース一軍ヘッドコーチ）
  - 朝日放送・サンテレビで解説者を務めていた2008年頃から、レギュラーコメンテーターが出演しない週に、不定期で数回出演。現役時代の後半を巨人で過ごした縁で、2010年4月17日の放送に出演した際には、かつてのチームメートで同球団の監督・原辰徳へのインタビュー（事前収録）も担当した。2013年から朝日放送の野球解説者に復帰したが、当番組には登場していない。

以下のスペシャルコメンテーターが出演する場合には、原則としてスカイAで当番組が放送されなかった（前述）。
- 田淵幸一（2010年度に第6代阪神OB会長、2011年・2012年に東北楽天ゴールデンイーグルスヘッド兼打撃コーチを歴任）
  - TBS・スポーツニッポンの野球解説者時代に出演。特別番組（前述）にもコメンテーターとして登場したが、OB会長に就任した2009年秋からは当番組に出演しなくなった。2013年からTBSラジオ・スポーツニッポンで解説者の活動を再開したが、当番組には出演していない。
- 広澤克実（スポーツニッポン野球解説者）
  - 2003年に阪神で現役を引退後、2007年オフに阪神の一軍打撃コーチに就任するまで、月に1回のペースで出演していた（当時はNHK・スポーツニッポン野球解説者）。2009年に解説業へ復帰したが、サンテレビ・MBSラジオ制作の阪神戦中継にゲスト解説者として出演するにもかかわらず、当番組へ登場しなくなった。
- 金本知憲（日本テレビ・読売テレビ・毎日放送・RCCテレビ・テレビ新広島本数契約、MBSラジオ専属契約・デイリースポーツ・スポーツニッポン野球解説者、2013年4月6日 - 2015年10月）
  - 上記の放送局と本数契約を結んでいる関係で、当番組や（朝日放送〈当時〉を含む）在阪テレビ局の阪神戦中継にも登場していた。2016年から阪神に一軍監督として復帰することが決まったため、2015年のレギュラー放送最終回（10月31日）には、「阪神の新監督」という立場でスタジオに出演した。2018年限りで監督職を退任したが、2019年には出演の機会がなく、2020年以降の出演は未定。

2012年6月23日の放送では、芸能界デビュー前からの熱烈な阪神ファンであることを公言している石川梨華（元モーニング娘。）が、当番組史上初めての女性ゲストとしてスタジオに登場（前日収録）。収録前に甲子園球場で（現役選手時代からのファンである）和田監督と対面した模様や、角野と一緒に阪神対横浜DeNAのナイトゲームを観戦した模様などをVTRで放送した。

### その他の出演者

#### 過去
- アントニー（マテンロウ）（2014年5月 - 9月、「アントニーのワールドコレクション」にのみ出演）
  - 阪神ファンの芸人代表として2013年の阪神ファン感謝デーに出演した縁で、レギュラーリポーターに起用。

## スタッフ
- SW：當房尚子、中西哲夫
- CAM：吉岡利晃、西良美和、蓑田圭司、金原良之
- MIX：網島一敏、井上典子、薮田美毅
- VE：十石英治
- 照明：葛原宏一
- LD：鈴木康司
- VTR：平田正信、井上隆也、山村哲士、長谷川淳
- ENG：鳥居信吾、中浜隆（カガミ→アイネックス）
- EED：西浜照英、吉川智哉
- SE：鷹野智志、笠井洋
- MA：平塚和也
- 美術：口井雅弘
- スタイリスト：TOCO
- CG：明石進也
- TK：東野未有希
- 番宣：木村進
- ディレクター：政野真吾、有村貴紀、藤田洋平、浦田拓、菊操、三橋秀登
- プロデューサー：江崎仁祐
- 映像提供：テレビ朝日（G・Ys・DB・L・M）、メ〜テレ（D）、広島ホームテレビ（C）、北海道テレビ（F）、東日本放送（E）、九州朝日放送（Sh）
- 協力：阪神タイガース、日刊スポーツ
- 制作協力：関西東通、アイネックス（旧 各務プロダクション→カガミ）、IMPACT、オフィスべんけい、Winds、クラフト、グリーン・アート、ビーム、ジー・マックス、新光企画
- 制作：朝日放送テレビ・スポーツ局
- 制作著作：朝日放送テレビ[28]

### 過去のスタッフ
- 構成：鹿島我
- プロデューサー：本田幹雄、後藤安史、奥田智
- ディレクター：本田民樹、中村大輔、中澤寛、白井良平、中安啓彰、福田篤
- SE：伊藤大輔（東京サウンドプロダクション）、金谷太一
- スタジオ音効：清水幸治

## 「虎バン主義。」キャンペーン
- 朝日放送では、当番組が始まった2003年から、「猛虎の行くところ、いつもABCあり」をキャッチフレーズに、テレビ・ラジオを通じて阪神タイガースを応援する企画（「虎バン主義。」キャンペーン）を展開。道上洋三を顧問として、同局の現役アナウンサーや野球解説者、朝日放送ラジオの番組パーソナリティ、同球団ファンの著名人などで応援団「チーム 虎バン主義。」を結成している。
  - 2007年シーズンまでは、宮根誠司（フリーアナウンサー、2003年度まで朝日放送アナウンサー）が応援団長を務めた。2008年シーズンからは、柴田博が応援団長を引き継いだ格好になっている[29]。
  - 阪神甲子園球場の最寄り駅である甲子園駅（阪神電気鉄道本線）の西口付近には、2018年シーズンまで、「虎バン主義。」と大きく書かれたテレビ・ラジオ共同の看板を設置。「チーム 虎バン主義。」のメンバーの一部の写真と虎の絵を合成させた看板で、シーズンごとにデザインを変更していた。
- 朝日放送テレビでは、『ABCプロ野球中継』として放送してきた阪神戦中継のタイトルを、2005年シーズンから『スーパーベースボール 虎バン主義。』に改称。関連グッズを製作するほか、番組を通じてファン参加型の企画を展開している。
  - 同局では、上記の中継でのCM枠（イニングの変わり目など）を中心に、阪神タイガースの監督・選手のアップ映像とコメントを入れたキャンペーンCM「ABCは虎バン主義。」を随時放送。CM内で、「FIRE DANCE」（前述）をBGMに、テレビ・ラジオの主な生放送番組のタイトルも紹介している[30]。
- 2009年3月から2011年9月まで朝日放送テレビで放送していたローカルニュース番組『NEWSゆう+』のスポーツコーナー（ゆうSPORTS）では、週に1回だけ『〜曜虎バン主義。』として堀が出演[31]。『虎バン』の本編とは別に、堀が阪神タイガースの選手に取材した映像などを放送していた。2011年10月から『NEWSゆう+』の後継番組として放送中の『キャスト』でも、「キャストも虎バン主義。」との触れ込みで、2012年度まで同様の趣向によるスポーツコーナー「キャス虎」を設けていた。
- 朝日放送ラジオでも、プロ野球シーズン中には「ABCは虎バン主義。」のCMを随時放送している。2011年のプロ野球シーズンからは、当番組のテーマソング「FIRE DANCE」を、プロ野球中継『ABCフレッシュアップベースボール』のテーマソングにも採用。中継においても「お聞きの放送は1008（2016年のオープン戦中盤以降はAM1008、FM93.3）[32]、虎バン主義のABCラジオです。」という口上がしばし聞かれる。金・土曜日の阪神戦中継では、実況担当のアナウンサーや、スタジオアシスタントが当番組の放送予定を告知するようになった。2016年からは後述する『ガチ虎!』（ラジオでの関連番組）の告知も加えていたが、当番組をレギュラーで編成しない2019年の中継では、『ガチ虎!』の告知に事実上特化。2020年の中継からは、YouTube公式チャンネルの告知も随時交えている。

### 「朝日新聞」とのコラボレーション連載記事『虎バン主義。』
- 朝日新聞大阪本社では2013年4月27日から、土曜日（2014年1月30日から木曜日）の関西地方向け夕刊スポーツ面に、当企画と同じタイトルの記事を隔週ペースで連載[33]。当番組のナビゲーターが、朝日新聞大阪本社のタイガース担当記者（トラ番）と対談している。ただし、掲載の時期によっては、トラ番同士の対談になることもある。
- 2018年度までは当番組で直近に放送する予定の企画の概要も記事の下に記していたが、当番組をレギュラーで編成しない2019年度以降は、関連番組（『スーパーベースボール　虎バン主義。』『ラジオで虎バン!』など）の放送予定や概要を掲載している。

### ファンみんなで虎バン主義。（2013年以降）
朝日放送では、2013年シーズンの公式戦開幕を機に、阪神ファンの応援気分を盛り立てるプロジェクトとして「ファンみんなで虎バン主義。」を開始。朝日放送テレビ・朝日放送ラジオが地上波放送での中継権を保有している阪神甲子園球場・京セラドームの阪神主催試合を、当番組および『おはようコールABC』『おはよう朝日です』『おはよう朝日土曜日です』『キャスト』（いずれも朝日放送テレビが関西ローカルで放送中の生放送番組）『おはようパーソナリティ道上洋三です』『武田和歌子のぴたっと。』（いずれも朝日放送ラジオが平日に放送中の生ワイド番組）の出演者（主に朝日放送アナウンサー）と一緒に内野指定席で観戦できる企画「タイガース×ABC〜ファンみんなで虎バン主義。〜」を随時展開している。ちなみに、2013年のみ、9月末まで放送の『見知らぬ関西新発見!みしらん』も当企画に加わっていた。
2014年には、主管試合・関西開幕カード第2戦の中日戦（4月2日・京セラドーム大阪）で、「ファンみんなで"ガオー!!"まつり」と称して希望者から抽選で1,000人のファンをドームに招待。朝日放送テレビの中継（関西ローカル）では、副音声で道上による実況を放送した。セ・パ交流戦のロッテ戦（5月25日・甲子園）では、「ファンみんなで"ガオー!!"まつり」の2回目を開催するとともに、副音声のゲスト解説に阪神ファンで高校野球経験者の遠藤章造（『キャスト』木曜メインコメンテーター）を迎えた。

### 衛星テレビ（skyA・sports+）

#### 「スカイ・Aは虎バン主義。」
2013年度には、朝日放送の関連会社スカイ・エーが運営するskyA・sports+でも、「スカイ・Aは虎バン主義」というテーマを掲げながら「虎バン主義。」キャンペーンへ初参加。その大きな目玉として、これまで「スカイ・Aスタジアム」での中継では巨人戦の一部を除いた全60試合前後にとどまっていた阪神主管試合の中継を全72試合（地方開催分含む）に拡大し、生中継もスカイ・A独占となる巨人戦3試合を含め46試合に拡大（残りの試合はGAORA等との放送日程の関係上ディレード方式による録画中継）とするほか、2軍戦の中継も強化する。
中継は従来からと同じで基本的に水曜・日曜は朝日放送テレビ製作のもの、サンテレビジョン製作の地方開催（京セラドーム大阪、沖縄セルラースタジアム那覇、倉敷マスカットスタジアム）の試合があればサンテレビ製作のものをそのまま同時に流すが、基本的に球団製作（製作クレジットはtigers-ai）の映像をそのまま使う。
2013年3月には、当番組からのスピンオフ企画として、『掛布雅之×松村邦洋の虎バン主義!』と題した特別番組を放送。同年からスカイ・A解説者に就任した阪神OBの掛布と、彼のものまねを得意とする松村が、宜野座キャンプでの阪神の練習の様子を見ながら2013年シーズンの阪神を展望した。
また、2013年はスカイ・Aスポーツプラスで生中継が行われる一部の試合で試合開始30分前からの26分間にわたり『甲子園直前情報・虎バン主義。』を「スカイ・Aスタジアム」のプレ番組として随時放送する。ここでは2011年の『夕やけスタジアム』、2012年の『イマトラ !! 〜Tigers NOW !!〜』と同じ体裁で、朝日放送（当時）のアナウンサーや福家雅明（Tigers-aiディレクター）、上田二朗（スカイ・A専属プロ野球解説者）ら、タイガースOBの解説を入れて、試合の見所を語る。また2013年5月には「朝から晩まで甲子園!W（ダブル）特盛!タイガース祭り」として、甲子園での兄弟ダブルヘッダー（午前中2軍の試合、午後日中1軍打撃練習、午後夜間セ・パ交流戦）を集中放送（スカパー!では無料放送）する企画も行われる。

### ヤマザキパンとのコラボレーション商品『虎パン』（2014年）
2014年には、ヤマザキパンとのコラボレーション商品として、「チョコバナナ風味 メロンパン」「プリン風味のシュースティックパン」「ブラックデニッシュコロネ」を開発。朝日放送のサービスエリアである関西地区限定商品として、7月1日から8月31日まで販売していた。いずれの商品にも、阪神の歴代ホームゲーム用ユニフォームのデザインにちなんで、黄色と黒色のストライプ（縦縞模様）を表現。朝日放送テレビ・関西ローカルで放送されたCMには、桧山が出演していた。

### コラボレーションカフェ『THE STRIPE CAFE by TORABAN』の営業（2017年 - ）
朝日放送のグループ会社であるABCライツビジネスでは、阪神の楽しみ方を若い女性などへ提案する目的で、当番組とのコラボレーションによる肉カフェ（主に肉料理を提供するカフェレストラン）「THE STRIPE CAFE by TORABAN（ザ ストライプ カフェ バイ トラバン）」を2017年6月16日（金曜日）から大阪市福島区の「ほたるまち」（朝日放送の本社があるエリア）で営業。「肉カフェ」で実績のあるトランジットジェネラルオフィス社に店舗の運営を委ねながら、当番組出演者のプロデュースによるメニューを随時提供するほか、月に1回のペースで体験型のイベントを実施している。

## ラジオ番組

### 「虎バン主義。」
- 朝日放送ラジオで、2005年10月と2006年2・3月に放送された。
  - 2005年10月は日本シリーズ・ロッテ戦出場を前にしたタイガースの選手の戦力分析を中心とした内容で「虎バン主義。目指せ日本一!」として、2006年2・3月はキャンプ・オープン戦の話題やそこで発見された連覇へ向けた課題を検証する「虎バン主義。目指せ連覇への道!」として放送された。
- 出演者
  - 2005年10月 伊藤史隆、武田和歌子、湯舟敏郎
  - 2006年2・3月 岩本計介、平野明子、木戸克彦
- 2006年度には、10月に2回（14・28日）、2007年2月 - 3月の8回（2月3日 - 3月24日）土曜日 18:00 - 18:30に『木戸克彦 だからやっぱりタイガース』として放送。木戸が2006年シーズンの阪神の戦いを振り返りつつ、2007年シーズンへ向けた課題を述べた。
- 2007年度も10月から、『木戸克彦 だからやっぱりタイガース』と同じ放送時間・趣旨・内容で、『木戸克彦 虎街道まっしぐら』を放送。阪神の2007年シーズン回顧や、クライマックスシリーズ・2008年シーズンへ向けた課題、選手インタビューなどで構成された。
- 木戸が同球団のコーチに復帰した2008年2月からは、上記の番組内容を一新。朝日放送の野球解説者が週替わりでパーソナリティーを担当する形で、『虎バン主義。（パーソナリティー名）の週刊!トラジオ』として、3月末まで放送された。
- 2012年度のオフシーズンには、「日曜スペシャル」（日曜20:00 - 21:00）の不定期企画として、『オフでもトコトン虎バン主義』を放送。清水と同期入社のスポーツアナウンサー・小縣裕介がパーソナリティを務めるとともに、桧山がレギュラーゲストとして出演している。

### 「ラジオで虎バン」

#### 2010年版
- 日本生命セ・パ交流戦期間中の2010年5月20日（木曜日）の18:00 - 21:00に、朝日放送ラジオ『ABCフレッシュアップベースボール』の放送枠で生放送。当日は交流戦の移動・予備日だったが、試合の予定が全く組まれていなかったため、当番組のテイストを生かした特別番組として放送した。
- 当番組からは、ナビゲーターの清水とコメンテーターの湯舟が、オープニングから出演。また、ナレーターの藤崎は、「虎動」の流れを汲む事前収録の特別企画「僕が野球を始めた理由（わけ）」のナレーションを務めた。さらに、清水の先輩に当たる芦沢誠（出演当時は朝日放送〈当時〉アナウンサー）が、阪神ファンの代表として清水とともに生放送を進行。番組の途中からは、もう1人のナビゲーターである堀も生放送に登場した。
- 放送されたコーナーは以下の通り。オープニングやCM前後のジングルには、当番組オープニングテーマ曲の「FIRE DANCE」が流れた。また、湯舟による同年度の交流戦優勝チーム予想について、生放送中にリスナー投票を実施した。ちなみにオープニングでは、当番組と同じく、清水が「タイガースファンの皆さんこんばんは。木曜の夜は『ラジオで虎バン』です!!」との口上を述べている。
  - 「僕が野球を始めた理由」（前述）：新井貴浩と鳥谷敬のインタビューを中心に構成。この時のインタビュー音源は、同番組で放送してから、『ABCフレッシュアップベースボール』でも野球中継の終了後に後続番組との時間をつなぐ目的で繰り返し放送されている。
  - 「虎バンPR大作戦」：福田ディレクター（朝日放送スポーツ部所属）が、当番組・DVD「虎動セレクション」のPRを兼ねて、「虎動」の制作秘話を紹介した。
  - 「虎バンスカウター」：放送日時点の2010年度交流戦で未対戦のオリックス・バファローズ・千葉ロッテマリーンズ・埼玉西武ライオンズの戦力を湯舟が5段階で分析
  - 「虎のピッチャーはつらいよ」：久保康生一軍投手コーチのインタビューを中心に構成。
  - 「虎バン記者秘密会議」：在阪スポーツ紙[38]のトラ番（阪神担当記者）による交流戦展望・取材秘話の披露

#### 2014年版
- セ・パ交流戦の予備日に当たる2014年6月5日には、交流戦を一切開催しないことが確定したため、『矢野燿大のどーんと来い!!（矢野どん）』シリーズの2014年度版第1回として17:55 - 21:00に『ABCフレッシュアップベースボールスペシャル 矢野・下柳・桧山のラジオで虎バン!!』を生放送[39]。『矢野どん』でもコンビを組む矢野と岩本計介（朝日放送〈当時〉アナウンサー）の司会で、当番組のコメンテーターから、矢野の現役時代のチームメイトでもある下柳と桧山をゲストに迎えた。

#### 2020年度上半期版（2020年4 - 6月）
- 2020年のプロ野球レギュラーシーズンの開幕が、日本国内における新型コロナウイルス感染拡大の影響で6月19日（金曜日）にまで延期されたことを背景に、4月14日から6月18日まで毎週火曜日 - 金曜日の18:00 - 19:00に生放送。テレビ版の第2代ナビゲーターである高野をパーソナリティに起用したほか、以下の阪神OBが交互にパートナーを務めた（6月4日のみ朝日放送テレビ東京オフィスへ赴任中のヒロド歩美が「スペシャルパートナー」として自宅からスカイプ経由で全編に出演）。タイトルの正式表記は『ラジオで虎バン!』で、高野はテレビ・ラジオを通じて、平日の帯番組を初めてレギュラーで進行した[40]。
  - 今成亮太（阪神球団事業本部振興部職員・「タイガースアカデミー　ベースボールスクール」専属コーチ、4月14日 - 23日、5月12日 - 15日、5月29日）
    - 現役引退後にABCラジオの特別番組で、パーソナリティを数回経験。テレビ番組では2020年の阪神沖縄春季キャンプ中にGAORAで『トラツボ2020～ミンナヤル!勝笑Timeへの道～』のMCを担当しているが、ラジオ番組へのレギュラー出演は初めてである。当初は4月に2週間だけ登場する予定だったが、5月にもスタジオ以外の場所からスカイプ経由で延べ5日間出演。

  - 濱中治（2019年まで阪神の打撃コーチを務めた後に、2020年から朝日放送の野球解説者へ復帰、4月28日 - 5月8日および5月26日 - 28日）
    - 当初は今成と交互に、2週間ずつ出演することを予定していた。

  - 関本賢太郎（5月19日  -  22日および6月2日・3日・5日、テレビ版のコメンテーターと兼務）
    - NPBがレギュラーシーズン開幕日の再設定に伴って、6月2日（火曜日）から6月14日（日曜日）まで練習試合を組んだため、6月5日（金曜日）には阪神対ソフトバンクの一軍ナイトゲーム（甲子園で18:00に開始）を全編で生中継。放送上のタイトルは『ラジオで虎バン! 阪神戦生中継スペシャル』で、高野が実況、関本が解説を担当した。

  - 福本豊（6月8日）
  - 下柳剛（6月9日、テレビ版のコメンテーターと兼務）
  - 桧山進次郎（6月11日、同上）
  - 岡田彰布（6月12日）
    - オリックス対阪神の一軍ナイトゲームが練習試合として京セラドーム大阪で18:00から組まれたことに伴って、『ラジオで虎バン! 阪神戦生中継スペシャル』として放送したことから、生中継の解説者として出演（実況は高野）。

  - 中西清起（6月16日）
  - 有田修三（6月17日）
  - 吉田義男（6月18日）
- オープニングの直後には、朝日放送が1960年代の前半から2019年までにラジオで中継した阪神戦の実況音源から、阪神にとっての名シーンを「感動アゲイン」と称して再生。リスナーからも、再生して欲しいシーンのリクエストを受け付けていた。
  - プロ野球選手生活を阪急ブレーブス一筋で過ごした福本が出演した6月8日放送分では、福本が現役時代の1972年に公式戦シーズン105盗塁の世界最多記録（当時）を達成したシーン（9月26日に西宮球場で催された対南海ホークス戦3回裏に野崎恒男 - 野村克也のバッテリーから記録、阪急はこの試合の勝利によってパシフィック・リーグ優勝を決定）の実況音源を、福本へのサプライズ企画として特別に再生した（福本は通算106盗塁でレギュラーシーズンを終了）。
  - プロ野球選手生活の大半を近鉄バファローズで送った有田が出演した6月17日放送分では、自身が現役時代に捕手として出場した1975年9月21日の対阪急戦（西宮球場）で、近鉄が球団史上初めての優勝（当時2シーズン制を導入していたパシフィック・リーグの後期優勝）を達成したシーンの実況音源を特別に再生した。
- ABCラジオでは2017年度から、ナイターオフ期間を中心に、『伊藤史隆のラジオノオト』（スポーツアナウンサーの伊藤史隆がパーソナリティを務める生ワイド番組）を毎週火曜日 - 金曜日の18:00 - 21:00に編成。2019年度については、上記の事情から放送期間を1週間延長（2020年3月27日に終了）したうえで、翌週（3月31日）から2週間限定で『伊藤史隆のプレイボールまで待てない』が『ラジオノオト』の放送枠を引き継いでいた。両番組とも18時台に「スポーツヘッドライン」（伊藤以外のスポーツアナウンサーが阪神関連の情報を中心にスポーツニュースを伝えるコーナー）を編成していたことから、『ラジオで虎バン』でもこのコーナーを継承。高野・伊藤・中邨雄二以外のスポーツアナウンサー（小縣裕介、山下剛、北條瑛祐、福井治人、小西陸斗、佐藤修平）が日替わりで担当した。高野以下の若手主体だった『ラジオノオト』とは違って、主に小縣と山下が交互に出演。放送期間の前半には、『田淵麻里奈の夜あそびはココから』（火 - 木曜日21:00 - 21:50）のパーソナリティ・田淵麻里奈が体調不良で休演していたことから、出演後に同番組のパーソナリティ代理を兼務する日もあった。
- 番組の途中（18:30前後）には「ABC天気予報」（高野が担当）、18:50頃には「ABC交通情報」を挿入。両コーナーの前後には、○○という苗字のパートナーを主体に進行する企画（「○○流　タイガースウラ選手名鑑」「○○アカデミー」）を放送していた。「タイガースウラ選手名鑑」でも、ABCラジオの阪神戦中継のアーカイブ音源から、名鑑の対象者に関する実況音源を活用。福本の出演回（6月9日）からは、濱中以外の朝日放送テレビ野球解説者が日替わりで出演することに伴って、「○○アカデミー」を（当日出演の解説者による）セントラル・リーグの順位予想企画に変更している。
- 当初は5月8日（金曜日）までの4週間限定で放送する予定だったが、放送期間中にもレギュラーシーズン開幕の目途が立っていなかった（期間後に開幕日が改めて6月19日に設定された）ことから、翌週（5月12日＝火曜日）以降も開幕の前日まで放送を継続。『ラジオノオト』も12日から『伊藤史隆のラジオノオトはじめました』と称して火 - 木曜日の後枠（19:00 - 21:00）で6月18日まで放送するが、「スポーツヘッドライン」については、再開後も『ラジオで虎バン』の中に組み込んでいた。
- 上記のレギュラー版に加えて、6月6日（土曜日）の16:00 - 17:00には、『ラジオで虎バン。赤星憲広のオーライオーライ』を編成。『赤星憲広のオーライオーライ』（赤星と高野の出演で年に1回放送される特別番組）との共同企画による生放送番組で、テレビ版のスペシャルコメンテーターを務める佐藤隆太も電話で出演した[41]。

#### 2020年度下半期版（2020年11月 - 2021年3月）
- 前述した上半期版が好評だったことを受けて、ナイターオフ期間限定番組としてレギュラー放送を再開。放送枠は上半期版と同じ（毎週火 - 金曜日の18:00 - 19:00）で、レギュラーシーズン最終盤の11月6日（金曜日）から翌2021年レギュラーシーズン開幕の前日（3月25日＝木曜日）まで放送するとともに、YouTubeの「虎バンチャンネル」でもスタジオ動画のライブ配信を実施している（放送・ライブ配信終了後もアーカイブ動画を公開）。放送日によっては、当番組の本番に続いて、高野と後述するコメンテーターの出演による「虎バン公式チャンネル」限定動画のライブ配信を実施。
  - コメンテーターの役割を担う野球解説者・阪神OBは、火曜日：関本、水曜日：濱中、木曜日：桧山にほぼ固定する[42]一方で、金曜日のみ以下の人物が週替わりで出演していた[43]（radiko番組表では、金曜日のコメンテーター表記は一切なし）。
    - 2020年11月6日：今成亮太（ABCテレビ『おはよう朝日です』金曜日のスポーツコメンテーターと兼務）
    - 2020年11月13日／2021年1月22日・3月19日（金曜分の最終放送日）：下柳剛
    - 2020年11月20日／2021年1月29日・2月26日：岡田彰布
    - 2020年11月27日・2021年3月12日：中西清起
    - 2020年12月4日：吉田義男
    - 2020年12月11日・2021年2月12日：湯舟敏郎
    - 2020年12月18日・2021年2月5日：真弓明信
    - 2020年12月25日：ヒロド歩美
    - 2020年の最終放送（12月30日＝水曜日）では、『ラジオで虎バン!スペシャル』というタイトルで佐藤隆太をコメンテーターに迎えた。同日と前日（29日＝火曜日）の放送は事前収録で、29日分については、スタジオの動画を放送の終了後にYouTubeで配信。
    - 2021年1月8日・2月19日：有田修三
    - 2021年1月15日・3月5日：中田良弘
      - 福本は、『熱血!タイガース党』（濱中が「幹事長」として司会を務めるサンテレビのナイターオフ期間限定番組）の「党首」として20:00から神戸市内の本社スタジオでの生放送に臨む関係で、放送上は当番組への出演を見合わせていた。しかし、2021年3月19日（『熱血!タイガース党』2020年度本放送・『ラジオで虎バン!』2020年度下半期版金曜分の放送最終日）に、両番組のコラボレーションによる動画ライブ配信を「虎バンチャンネル」で実施。『熱血!タイガース党』のスタジオに高野と関本が出向いたうえで、同番組の本番終了直後（20:53）から1時間にわたって配信した。高野は『ラジオで虎バン!』の本番に続いての出演で、『熱血!タイガース党』の出演者からは、福本と湯浅明彦（サンテレビアナウンサー）がライブ配信に同席している。

  - コーナーの構成については、「ABC天気予報」「ABC交通情報」を組み込まないことを除いて、上半期版を踏襲している。ただし、「タイガース裏選手名鑑」は、1名の選手の人物像を1週間にわたって多角的に紹介する構成に変更。また、日替わりコメンテーター制度を導入したことに伴って、18:40以降の時間帯に「曜日対抗　解説者ダービー」を新設している。
    - ABCラジオが2020年12月第2・3週に設定した「ABCラジオ　リスナー大感謝祭」のうち、第3週放送分（15 - 18日）には、阪神の現役選手（15日：青柳晃洋、16日：梅野隆太郎、17日：近本光司、18日：陽川尚将）が日替わりで「スポーツヘッドライン」からエンディングまでゲストで出演。「感動アゲイン」「タイガース裏選手名鑑」についても、ゲストの選手に関する内容で放送した。
    - 「解説者ダービー」では、週替わり（放送期間によっては2週単位）で設けられる全曜日共通のテーマ（クイズ、リスナーからのお悩み相談、阪神戦の中継音源も活用した格付けチェックや即興実況など）に沿って、高野からコメンテーターに共通の課題を提示。コメンテーターには課題達成（クイズへの正解など）のたびに1ポイント（放送上の呼称は「1虎」）を付与したうえで、下半期を通じて獲得したポイントの総数が最も多いコメンテーター（金曜分のみ現役アナウンサーのヒロド・阪神にはコーチとして在籍しただけの有田を含めて「阪神タイガースOBオールスターズ」と総称）を「優勝者」とみなしていた。実際には、2021年3月第3週（19日＝金曜日）まで開催した結果、関本が「99虎」で優勝。関本が出演する火曜分の最終回（同月23日）オープニングで、自身が希望していたプレゼントを、放送開始当初のプロデューサーから贈呈された。
      - 2020年11月第4週（24 - 28日）には、「クイズ吉田義男」（吉田の私生活に関するクイズ）をテーマに設定。このクイズに合わせて収録した吉田の声（正解のチャイムと誤答のブザーを独特の口調で表現した音源）を、（吉田以外のテーマから出題される）以降のクイズ企画にも流用している。「クイズ吉田義男」については、SNSなどで大きな反響を呼んだことから、2021年にも1月の第3週（12 - 15日）で実施。同年の3月第1週（2 - 5日）には、この企画の岡田彰布バージョンとして「クイズそらそーよ」（「そらそーよ」は岡田の口癖）も放送している。
      - 2021年の初回放送（1月5日＝火曜日）では、「感動アゲイン」の代わりに、「感動プリーズ」と称する特別企画を放送。「首位巨人を2位阪神が0.5ゲーム差で追っている状況で迎えたレギュラーシーズンの最終戦（東京ドームにおける巨人と阪神の直接対決）で、阪神が大山悠輔の（前年に僅差で逃したシーズン本塁打王のタイトル獲得を確定させる）ソロ本塁打で挙げた1点を、先発：高橋遥人→セットアッパー：藤浪晋太郎の完封リレーで守り切った末に16年振りのセ・リーグ優勝を達成」という架空実況を、高野と関本のコンビで実現させた。
        - この日から1月8日（金曜日）までの「タイガース裏選手名鑑」は、「別冊」と称して、セ・リーグにおける阪神のライバル球団で2020年シーズンに一軍の4番打者へ定着していた20代日本人選手の分析に充てた（5日：ヤクルト・村上宗隆、6日：巨人・岡本和真、7日：広島：鈴木誠也、8日：DeNA：佐野恵太）。

  - 『ラジオノオト』も火 - 金曜日に放送するが、放送時間を19:00 - 21:00に変更したほか、2019年度まで「虎バンパートナー」として曜日ごとに出演していた野球解説者はレギュラーで登場しない。また、2019年度まで18時台の「スポーツヘッドライン」に日替わりで出演していた「虎バンアナウンサー」は、コーナーごと『ラジオで虎バン!』へ異動している[43]。2017 - 2019年度に『ラジオノオト』の18時台後半で火 - 金曜分を内包していた『菊正宗ほろ酔いイブニングトーク』（ニッポン放送制作・年度下半期限定の事前収録番組、ABCでは月曜分のみ単独番組として編成）は、ニッポン放送が2020年度からレギュラー番組としての制作を見送ったため、月曜分を含めて放送されなかった（同局で火 - 土曜日にレギュラー放送を再開した2021年度も同様に対応）。
    - 「虎バンアナウンサー」については、上半期版から小西が離脱（2020年10月から『おはよう朝日です』平日版第1部のアシスタントへ異動）した一方で、中邨・横山太一（『おはようコールABC』のメインキャスターを経て2020年からスポーツ担当へ9年振りに復帰）・大野雄一郎（2020年に朝日放送テレビへ入社）が新たに加わっている。担当は横山以下の中堅・若手がほとんどで、中邨の担当は2020年内で1回、2021年2月に阪神の沖縄一軍キャンプリポートで2回のみ。
      - 高野が2021年の阪神沖縄一軍キャンプを取材している期間（2月5日 - 13日および17日 - 19日）は、「虎バンアナウンサー」が日替わりでパーソナリティを担当（5日＝金曜日：北條、9日＝火曜日：横山、10日・17日＝水曜日：小縣、11日＝木曜日：大野、12日＝金曜日／18日＝木曜日：福井、19日＝金曜日：中邨）。その一方で、「タイガースヘッドライン」では、高野によるキャンプリポートを放送している。

  - 阪神球団では、2020年11月10日（火曜日）の対巨人戦（甲子園）を藤川球児の引退試合として開催。ABCラジオでは、『ラジオで虎バン!』と『ラジオノオト』を休止したうえで、引退試合と試合後の引退セレモニーを『ABCフレッシュアップベースボールスペシャル　藤川球児22年間ありがとう緊急特別番組』として完全生中継を実施した（実況：高野、解説：関本、ゲスト：道上洋三）。
    - レギュラーシーズンの最終戦（DeNAとのナイトゲーム）が甲子園球場でが組まれていた11月11日（水曜日）には、北條を報道素材用の実況要員として球場に派遣していたため、1回裏（阪神の攻撃）のみ北條の実況による生中継を『ラジオで虎バン!』のオープニングパートで放送した（当日のパートナーである濱中がABCラジオのスタジオから解説を担当）。11月21日（土曜日）から開幕する日本シリーズについては、阪神・オリックスとも進出の可能性が10月30日までに消滅したため、前年（2019年）に続いて中継を一切放送しなかった。
    - 阪神のレギュラーシーズン最終戦は能見篤史投手（2021年からコーチ兼任でオリックスへ移籍）にとって阪神最後の公式戦でもあったため、2020年内の最終放送に当たる『ラジオで虎バン!スペシャル』では、9回表に能見が登板したシーンを北條が実況した報道素材音源を特別に流した。

#### 2021年度版（2021年11月以降 - 2022年3月）
- セ・リーグ2位の阪神が2021年11月7日（日曜日）のクライマックスシリーズ　ファーストステージ第2戦での敗退によって同年のシーズンを終えたことを受けて、翌週の水曜日（10日）から火 - 金曜日の18時台（『ラジオノオト』の前枠）で生放送。コーナーの構成は2020年度の下半期版と同じだが、「虎バンチャンネル」からのスタジオ動画配信までは実施せず、水曜日から放送された第1週（2021年11月10日 - 12日）のみ「タイガース裏選手名鑑」を阪神のシーズン総括企画の野手編・「曜日対抗　解説者ダービー」を投手編に充てている。
  - この年のパ・リーグでは、オリックス・バファローズが（ブルーウェーブ時代の1996年以来）25年振りに優勝したため、11月10日から最大で15日（月曜日）までファーストステージ突破チーム（実際にはレギュラーシーズン2位の千葉ロッテマリーンズ）を京セラドーム大阪に迎えてのファイナルステージ（全試合ナイトゲーム）に臨んでいた。しかし、ABCラジオではファイナルステージのナイトゲームを中継せず、10日から12日（金曜日）まで当番組と『ラジオノオト』の生放送を優先。同じ期間に神宮球場で開催されているセントラル・リーグでのファイナルステージ（ヤクルト対巨人戦）と合わせて、試合経過の速報を両番組へ随時挿入することで対応している。
    - オリックスとヤクルトは日本シリーズで対戦したが、ABCラジオではナイトゲームとして開催される全試合で中継を放送しない代わりに、セ・リーグ（ヤクルト）側主催のナイトゲームとして第3 - 5戦が東京ドームで組まれた11月23日（火曜日） - 25日（木曜日）に当番組と『ラジオノオト』の2時間バージョンを生放送。クライマックスシリーズと同様に、日本シリーズの途中経過を随時挿入した。
- 前年度の下半期版に続いて、高野が全曜日のパーソナリティを務めるほか、火曜日には関本（2021年12月14日と2022年2月22日放送分では中田良弘・2022年1月4日放送分では桧山）、水曜日には濱中、木曜日には桧山（2022年1月6日放送分のみ関本）が出演。金曜日のみ、以下の人物を週替わりで迎えている。ただし、前年度の下半期版では金曜日に週替わりで出演していた真弓と有田は登場していない。
  - 2021年11月12日／2022年1月14日・2月4日・3月5日：中西清起
  - 2021年11月19日[44]・12月24日／2022年3月18日（最終回）：岡田彰布
  - 2021年11月26日[45]・12月10日／2022年2月10日：吉田義男
  - 2021年12月3日／2022年2月25日：湯舟敏郎
  - 2021年12月17日／2022年1月7日・1月21日・2月18日・3月11日：下柳剛
    - ABCラジオが2021年12月第2・3週に設定した「ABCラジオ　リスナー大感謝祭」のうち、第3週放送分（14 - 17日）には、阪神の現役選手（14日：岩崎優、15日：近本、16日：坂本誠志郎、17日：及川雅貴）が日替わりで前年度と同様に「スポーツヘッドライン」からエンディングまでゲストで出演した。
    - 2021年内は12月24日（金曜日）でレギュラーの生放送を終了したが、12月30日（木曜日）には、高野・関本・川上千尋（NMB48）の出演による『ラジオで虎バン!スペシャル』をレギュラーの放送枠に編成。同月28・29・31日には、当番組の放送枠を以下の特別番組に充てた[46]。
      - 2021年12月28日（火曜日）18:00 - 19:00『下柳剛のさぁ、やりんしゃい!』（出演：下柳剛、ヒロド歩美、リモートゲスト：ぷりあでぃす玲奈＝「ゲッターズ飯田の一番弟子」とされるファッションモデル出身の女性占い師）
      - 2021年12月29日（水曜日）18:00 - 19:30『赤星憲広のオーライオーライ』（スタジオ出演：赤星憲広、高野純一、インタビュー出演：中野拓夢、電話出演：秋山賢次・塚本麻里衣夫妻）
      - 2021年12月31日（金曜日）18:00 - 21:50『ABCラジオ70周年記念特別番組・東野幸治のホンモノラジオスペシャル～俺たちの紅白歌合戦～』（出演：東野幸治、ゲスト：ビビる大木、永野、椿鬼奴）

    - 2022年には、1月4日（火曜日）からレギュラーでの生放送を再開。この日から7日（金曜日）までの「タイガース裏選手名鑑」は、「別冊」と称して、セ・リーグにおける阪神のライバル球団の戦力分析に充てている（4日：DeNA、5日：ヤクルト、6日：巨人、7日：中日・広島）。
    - 2022年1月18日（火曜日）の「感動アゲイン」は、阪神・淡路大震災の発災から27年後に当たる1月17日に水島新司（日本における野球漫画の第一人者）の訃報（享年82歳）が伝えられたことを受けて、発災の約8ヶ月後（9月19日）にオリックスブルーウェーブが西武球場の対西武ライオンズ戦でパ・リーグ初優勝を決めたシーンの音源（TBSの制作で椎野茂が実況）を特別に流した。また、同日からの「曜日対抗　解説者ダービー」では、番組スタッフから金沢健児（阪神園芸甲子園施設部長）へのインタビューに基づく「クイズ阪神園芸」（同社が手掛ける甲子園球場でのグラウンド整備に関するクイズ）が新たに加わっている。
    - 高野が2022年の阪神沖縄一軍キャンプを取材している期間（2月1日 - 4日および15日 - 18日）は、「虎バンアナウンサー」が日替わりでパーソナリティを担当（1日＝火曜日：横山、2日＝水曜日：小縣、3日＝木曜日：北條、4日＝金曜日：福井、15日＝火曜日：佐藤、16日＝水曜日：山下、17日＝木曜日：大野、18日＝金曜日：中邨）。その一方で、「タイガースヘッドライン」では、前年に続いて高野によるキャンプリポートを放送している。
    - 「曜日対抗　解説打者ダービー」では濱中が優勝したため、優勝決定後（シーズン最終週）の同コーナーでは、「虎ポイント」が加算されない「特別編」扱いで「仲良しクイズ」（関本・濱中・桧山が自分に関するクイズを収録音源で出し合う企画）を組み込んでいる。

#### 2022年度版（2022年10月4日 - 2023年3月30日）
ABCラジオでは、NPBが「レギュラーシーズンの全日程を10月の上旬までに消化する」という2019年以前の体制に戻したことを受けて、2022年度のナイターオフ編成を2022年9月26日（月曜日）から開始。阪神が10月2日（日曜日）の対ヤクルト戦（甲子園）でレギュラーシーズンを終える日程が組まれたため、当初は同月4日（火曜日）からレギュラー放送を始めることを予定していた。しかし、阪神のクライマックスシリーズ（CS）進出が10月1日に確定したことから、上記の予定を変更。放送開始の時期を阪神のポストシーズン終了後まで遅らせたうえで、9月28日（木曜日）から始めていた『伊藤史隆のラジオノオト』3時間バージョンの生放送を、10月4日以降も阪神のポストシーズン終了まで続けた。
実際のCSでは、阪神がファーストステージの突破を経て、10月12日（水曜日）からヤクルトとのファイナルステージ（神宮球場でのナイトゲーム）へ臨んでいた。ABCラジオでは、同日から10月14日（金曜日）まで、『ラジオノオト』の3時間枠を自社制作によるファイナルステージ第1 ‐ 3戦中継へ充当。結局、阪神は第1戦からの3連敗によって、日本シリーズへの進出を逃した。これに対して、ABCラジオでは翌週（10月17日）から、2022年度のナイターオフ編成を本格的に適用。翌18日（火曜日）から当番組のレギュラー放送を始めるとともに、『ラジオノオト』のレギュラー放送を2時間枠で再開することも確定した。
当番組の出演者と放送内容については、基本として2021年度版をほぼ踏襲。高野が全曜日でパーソナリティを担当するほか、火曜日には関本、水曜日には濱中、木曜日には桧山が引き続き出演している。なお、2022年11月8日（火曜日）には、関本に代わって福本がパートナーを担当した。
金曜日にはナイターオフ版の通例に沿って、上記3人以外の阪神OBから、以下の人物がパートナーとして週替わりで出演。2023年シーズンから阪神の一軍監督へ15年振りに復帰することが放送の開始前（同年10月15日）に決まった岡田彰布は、「虎バンパートナー」としては登場しないものの、放送上は収録音源（「クイズそらそーよ」や阪神監督としてのインタビューなど）を通じて曜日を問わず随時出演していた。その一方で、岡田とは逆に阪神の一軍監督から朝日放送グループのプロ野球解説者へ復帰した矢野燿大は登場していない。
- 2022年10月21日・10月28日・11月11日・11月25日・12月9日[48]／2023年1月13日・2月17日・3月24日（金曜放送分の最終回）：下柳剛
- 2022年11月4日／2023年1月27日・3月3日：中西清起
- 2022年11月18日／2023年1月6日・3月10日：真弓明信
- 2022年12月2日／2023年2月24日：吉田義男
- 2022年12月16日／2023年3月17日：中田良弘
- 2022年12月23日／2023年2月3日：湯舟敏郎
- 2023年1月20日・2月10日：今成亮太
  - ABCラジオが2022年の12月第2週に設定した「ABCラジオスペシャルウィーク　交流戦冬の陣」期間中の放送では、6日（火曜日）から8日（木曜日）まで阪神の現役選手（6日：岩貞祐太、7日：中野拓夢、8日：才木浩人）、9日（金曜日）に岡田が阪神の一軍監督としてゲストで出演。「感動アゲイン」「タイガース裏選手名鑑」をゲストの選手に関する内容で放送したほか、「解説者ダービー」ではゲストを交えての「お悩み相談」企画で虎ポイントを争っている。
  - 2022年内はレギュラーの生放送を12月23日（金曜日）で終了したが、28日（水曜日）には、青柳をゲストに迎えて19日（月曜日）に収録済みの『ラジオで虎バン!スペシャル』（他の出演者は高野・今成・川上千尋）をレギュラーの放送枠に編成した。27日（火曜日）には能見をゲストに迎えた『オリックス・バファローズ 年末スペシャル!』（他の出演者は女と男・北條瑛祐・福井）、29日（木曜日）には『下柳剛のさぁ、やりんしゃい!』（下柳・ヒロド・ぷりあでぃすが出演）、30日（金曜日）には松川虎生（ロッテ捕手）をゲストに迎えた『赤星憲広のオーライオーライ』（他の出演者は赤星と高野、いずれも事前収録の特別番組）に充当[49]。
  - 2023年については、1月1日（元日）が日曜日に当たることから、3日（火曜日）にレギュラー放送を再開（同日のみ2022年末に収録した音源を放送）。1月6日（金曜日）までの4日間は、3月のNPBオープン戦期間中にワールド・ベースボール・クラシック（WBC）が開かれることを背景に、「俺の侍ジャパン」（「虎バンパートナー」が考えた野球日本代表の陣容を自身で発表させる特別企画）を「曜日対抗 解説者ダービー」に代わって編成している。
  - 福本が「虎バンパートナー」を2年5ヶ月振りに務めた11月8日放送分では、前回出演時（2020年6月8日放送分）と同じく、阪急（オリックスの前身球団）選手時代のシーズン最多盗塁世界記録（当時）達成に関する実況の音源を「感動アゲイン」で放送。さらに、本番の前後に収録された福本のパーソナルクイズが、翌週（関本が「虎バンパートナー」に復帰した11月15日放送分）から「クイズ　走らんかい」（福本が正解を「盗塁」・不正解を「タッチアウト」という表現で判定するクイズ）として「解説者ダービー」で随時出題されている。2023年に入ってからは、1月の第4週（23日 - 27日）に「クイズ　素顔のジョー」（現役選手時代に「ジョー」と呼ばれていた真弓のパーソナルクイズ）、3月の第3週（13 - 17日）に「クイズ球道くん」（高知市立高知商業高等学校への在学中から「球道くん」と呼ばれていた中西のパーソナルクイズ）を「解説者ダービー」で出題。
  - 上記以外に朝日放送ラジオの中継へ出演している解説者では、2023年の阪神春季キャンプで臨時コーチに招かれていた赤星憲広が、同年2月7日（火曜日）の「タイガースヘッドライン」で放送された事前収録のインタビューに「臨時コーチ」の立場で出演している。
  - 2023年2月28日（火曜日） - 3月3日（金曜日）の「タイガース裏選手名鑑」は、2023WBC1次ラウンド（東京ドーム）の開幕を翌週に控えていることを踏まえて、「頑張れ侍ジャパン　別冊付録」として放送。阪神以外の球団から日本代表チームに名を連ねている最終登録選手からサンディエゴ・パドレス（元・日本ハム）投手のダルビッシュ有（2月28日）、ヤクルト内野手の村上宗隆（3月1日）、ボストン・レッドソックス（元・オリックス）外野手の吉田正尚（3月2日）、ロサンゼルス・エンゼルス（元・日本ハム）選手の大谷翔平（3月3日）を取り上げた。
  - 「解説者ダービー」の最終週（2023年3月第4週）では、例年から一転して、優勝者（金曜分は「チーム金曜」扱い）の氏名（実際には濱中と桧山が史上初の同点優勝）を記すことを応募の条件に定めたリスナーへのプレゼント企画を実施。2023年4月7日（金曜日） - 9日（日曜日）の阪神対ヤクルト3連戦（甲子園）を対象に、希望する日の試合の一塁側アイビーシートのペアチケットを、応募者から1試合につき抽選で1組に贈呈した。

ちなみに、2022年にはオリックス・バファローズが日本シリーズを（ブルーウェーブ時代の1996年以来26年振りに）制覇。シリーズ終了後の11月3日（木曜日・文化の日）には、パ・リーグ連覇の時点で決まっていた優勝記念パレードが、17:30頃から御堂筋（大阪氏中央区）の一部区間で30分ほど執り行われた。ABCラジオでは「阪神が進出しない日本シリーズの試合は（オリックスだけが進出していても）中継を一切放送しない」との方針を2019年から打ち出しているが、パレードが終了する時間帯が当番組の生放送と重なることから、当番組では「虎バンアナウンサー」で最も若い大野（1997年出生）を御堂筋へ派遣。当日の「スポーツヘッドライン」では、大野による沿道からの電話リポートを特別に放送した。
また、高野は2022 FIFAワールドカップ（日本時間で2022年11月20日から12月18日までカタールで開催）の期間中にABEMAから配信される中継動画において、グループリーグの4試合と決勝トーナメント（準々決勝）1試合で実況を担当。全試合の中継動画における日本国内向けのインターネット配信権を保有しているABEMAに対して、大株主の1つであるテレビ朝日と系列局から一部のアナウンサーを配信限定の実況要員として派遣することに伴う措置で、朝日放送テレビからは小縣も担当に起用されていた。実際には東京界隈のスタジオからオフチューブ方式で配信していたため、高野は大会期間中も当番組への出演を極力続けていたが、11月29日（火曜日）には実況との兼ね合いで休演。11月25日（金曜日）にも、翌26日（土曜日）の阪神ファン感謝デー（甲子園球場で開催）に向けたMCリハーサルへの参加を優先したため、29日放送分と合わせて山下がパーソナリティを代行した。2023年には、阪神春季キャンプ取材期間中（2月3日 - 7日および17日 - 21日）の放送で、ABC側のスタジオ進行を他のアナウンサー（3日＝金曜日：福井、7日＝火曜日：中邨、17日＝金曜日：北條、21日＝火曜日：山下）が担当。
その一方で、朝日放送ラジオで2021年の8月からオリックス戦や全国高等学校野球選手権大会のラジオ中継で実況を担当している寺田健人（朝日放送グループのベスティに所属するフリーアナウンサー）を、同局の正社員・嘱託社員以外のアナウンサーとしては初めて「虎バンアナウンサー」に起用。寺田は2022年シーズンまで阪神戦の中継に出演していなかったが、当番組では同年11月の阪神秋季キャンプおよび、2023年2月の春季キャンプでリポーターを務めた。もっとも、「タイガースヘッドライン」に「虎バンアナウンサー」が登場する頻度は、過去のオフシーズン版に比べて少なかった。
ABCラジオでは2023年度から、NPBレギュラーシーズン中の火 - 金曜日で阪神のナイトゲームが最初から組まれていない場合に、『ラジオで今ナリ!』（『ラジオで虎バン!』からのスピンオフ企画による今成の冠番組）を18:00 - 19:00に生放送。2018年からレギュラーシーズン中でも上記の場合に「『ABCフレッシュアップベースボール』のスタジオバージョン」という役割を担っていた『伊藤史隆のラジオノオト』が、2022年度のナイターオフ期間で放送を終了したことに伴う措置の一環で、今成と田渕麻里奈のコンビで進行している。その一方で、2023年セ・パ交流戦の予備日に設定されていた6月22日（木曜日）には試合が発生しなかったため、高野・桧山・田渕の出演による『ABCフレッシュアップベースボール　ラジオで虎バン!スペシャル』を17:55 - 21:00に生放送。

#### 2023年度版（2023年10月6日 - 2024年3月22日）
阪神は2023年9月14日の対巨人戦に勝利したことによって、2005年以来18年振りのセ・リーグ優勝および、セ・リーグで10月18日（水曜日）から組まれているCSファイナルステージ（いずれも甲子園）への出場を決めた。この試合はBS朝日で全国に向けて中継されていて、高野が実況を担当。『ABCフレッシュアップベースボール』では、山下が優勝決定のシーンを伝えていた。
一方の朝日放送ラジオでは、2023年度ナイターオフ編成の起点を10月2日（月曜日）に定めたうえで、前年度（2022年度）までの『伊藤史隆のラジオノオト』の放送枠を引き継ぐ自社制作番組の編成に着手。当番組については、放送枠を毎週金曜日の18:00 - 21:00に集約させたうえで、「週1回・3時間放送の生ワイド番組」として再スタートを切った。ただし、メインパーソナリティの高野が続投しているほか、前年度までの金曜分と同様に朝日放送グループの野球解説者が週替わりで出演している。「感動アゲイン」「タイガースヘッドライン」「タイガース裏選手名鑑」「解説者ダービー」といったレギュラーコーナーも前年度から継続しているが、放送時間が3時間に延びたことを受けて、リスナーから受け付けるメッセージにテーマを週替わりで設定。リスナーのメッセージとは別のテーマに沿って選んだ楽曲を、18時台と19時台の途中にフルコーラスで1曲流している。さらに、『伊藤史隆のラジオノオト』の全曜日で19:30頃に放送していた「ABC交通情報」の金曜分を引き継いだ一方で、20時の前後には阪神関連以外のスポーツニュースや「追いかけてタイガース」（阪神の関係者による記者会見の収録音源や関係者・ファンに対する独自の取材音源を流す企画）を放送している。
『ABCフレッシュアップベースボール』では2023年のシーズン途中（6月23日放送分）からテーマソングを『雑草』（ベリーグッドマン）に変更しているが、当番組では旧テーマソングの『FIRE DANCE』を引き続き放送。オープニングでは、山下による阪神のセ・リーグ優勝決定シーンの実況を同録した音源などに続いて『FIRE DANCE』を流している。
初回の放送日は2023年10月6日で、10月20日には、CSファイナルステージ第3戦の中継に伴って放送を休止。その一方で、阪神とオリックスの対戦で10月28日（土曜日）に開幕した日本シリーズの期間中には、11月3日（金曜日・文化の日）に放送している。11月3日が日本シリーズの「移動日」に設定されていたことに加えて、甲子園球場の開催分（10月31日 - 11月2日に組まれていた第3 - 5戦）が当初の予定どおりに開催されたことに伴って、雨天などで順延された試合が「ナイトゲーム」として11月3日に組み込まれる可能性が消滅したことによる。結局、阪神は3勝3敗で迎えた11月5日（日曜日）の第7戦（京セラドーム大阪）で勝利したことによって、1985年以来38年振りの日本シリーズ制覇（日本一）を達成。高野はこの試合もラジオ中継で実況していたため、当番組では、シリーズ終了後最初の放送（11月10日）から高野による「日本一」達成シーンの実況音源をオープニングで流している。
朝日放送ラジオでは、2023年度のナイターオフ期間に『UP↑↑』（アップ）という生ワイド番組を火 - 木曜日の18:00 - 21:00に編成。2020年度から2022年度まで当番組の枠内で扱っていた阪神関連の情報のうち、火 - 木曜分については、2023年10月3日（火曜日）の初回から『UP↑↑』内の「スポーツヘッドライン」で取り上げている。編成上は「スポーツヘッドライン」と「ABC交通情報」（前述）が当番組との共通コーナーに当たることから、同局が2023年の12月第1週に設定している「ABCラジオ スペシャルAREウイーク」期間中の「スポーツヘッドライン」では、例年と同じく阪神の現役選手から1名を日替わりでゲストに迎えた（当番組では12月8日放送分に森下翔太が出演）。また、前年まで『伊藤史隆のラジオノオト』内で有馬記念（中央競馬のG1レース）前週の20時台に内包されていた「カウントダウン有馬記念」（山下がパーソナリティを務める朝日放送ラジオの競馬情報番組『ジョッキー・ルーム』と連動したJRA単独提供の事前収録コーナー）については、2023年に火 -  木曜分を12月19日 - 21日の『UP↑↑』で放送。当番組では「金曜分」として、山下から武豊へのインタビュー音源を12月22日（レースの3日前）に流していた。その一方で、阪神・淡路大震災の発災（1995年1月17日）から29年を経過する前週（1月9日 - 12日）には、『関西AMラジオ防災情報企画～いのちのラジオ～』（前年度まで『伊藤史隆のラジオノオト』に内包されていたAMラジオ災害問題協議会加盟局の共同制作番組）を単独番組として20:54 - 21:00に編成。この期間のみ、『UP↑↑』全曜日と当番組の放送枠を18:00 - 20:54に短縮していた。
なお、2023年度には当番組の放送期間を2024年3月22日まで設定しているが、スタジオからの生放送については前週（3月15日）で終了。22日には阪神対オリックスのオープン戦がナイトゲームとして京セラドーム大阪で組まれていたため、この試合を「高野の実況・下柳の解説による当番組とのコラボレーション企画」として18:00 - 21:00に中継した。
2023年度に当番組へ出演した解説者は福本・桧山・下柳・関本・濱中の5名のみで、出演日は以下の通り。生放送の時間帯が『熱血!タイガース党』と重なるようになったことから、福本と濱中は、基本として同番組への出演を優先していた。
- 桧山進次郎：2023年10月6日・10月27日・11月3日・12月8日／2024年2月16日・3月8日
- 下柳剛：2023年10月13日・11月10日・11月24日・12月15日・12月29日／2024年1月19日・2月9日・2月23日・3月1日・3月22日（詳細前述）
  - 2024年3月1日放送分では、エンディングパートまで出演せず、20:50頃に退席した。本人曰く「歯の手術を控えていた」とのことだが、当日は元・『デイリースポーツ』社員（阪神担当記者）の松下雄一郎（2023年11月に退社するまで「松とら屋本舗」という阪神関連のコラムを同紙に連載）を「追いかけてタイガース」からゲストに迎えていたため、高野と松下だけで生放送を締めくくった。
- 関本賢太郎：2023年11月17日・12月1日・12月22日／2024年1月12日・1月27日・2月2日・3月15日（詳細前述）
- 福本豊：2024年1月5日・3月8日
- 濱中治：2024年3月15日
  - 『熱血!タイガース党』では2024年のレギュラー放送開始日を1月5日に設定していたが、当日の放送分を『熱血!タイガース党　ハワイで虎戦士がバケーショお～んスペシャル』（阪神のナイン・首脳陣・関係者がセ・リーグ優勝記念旅行で2023年の12月中旬にアメリカ合衆国のハワイ州へ赴いた際に収録したスタジオパート抜きの特別版）として編成した関係で、当番組では濱中に出演を打診していた。濱中は打診を受諾したものの、2023年内の最終回（12月29日）での出演の告知後に体調を崩したことを受けて、2024年1月5日の生放送には福本が急遽代演した。
  - 2024年3月8日には、福本が生放送ではなく、「G.LOVE」（自身のプロデュースによって阪神甲子園球場の近辺で営業しているスポーツバー）であらかじめ収録していた高野からのインタビュー音源を通じて出演した。このインタビューは2024年のセ・リーグにおける順位予想の発表を兼ねていたが、福本は当日も『熱血!タイガース党』の生放送へ出演することが決まっていたため、当番組ではインタビューの音源を『熱血!タイガース党』の本番前（19時台の前半）に「追いかけてタイガース」の特別版扱いで放送。放送に際しては、本来は当該時間帯に編成している「タイガース裏選手名鑑」の放送枠を20時台の前半にまで繰り下げる措置も講じた。なお、当日の生放送には桧山が出演していたため、福本へのインタビュー音源が放送された直後には桧山も順位予想を発表している。
  - 2023年度におけるスタジオバージョンの最終日（2024年3月15日）には、前週の福本と同じ事情・パターンで、高野から濱中へのインタビューを19時台の前半に放送。濱中は毎週水曜日の早朝に『おはよう朝日です』（朝日放送テレビ）へ出演していることから、放送に際しては、2日前（13日）の同番組本番後に濱中用の楽屋でインタビューを収録していた。

「解説者ダービー」については、週1回の放送へ移行したことを受けて、前年度まで実施していた「曜日別対抗戦」を廃止。「当日出演の解説者に対して、6問のクイズを出題する」という方式へ変更するとともに、「リスナー争奪　解説者ダービー」と銘打って、クイズの正解数を「全6問（→2023年12月8日以降は5問以上）」「3 - 5問（→3問か4問）」「2問以下」のいずれか）でリスナーに予想させる企画と連動させている。予想については、当日のオープニングから「解説者ダービー」の直前までメールで受け付けた後に、選択肢ごとの「人気」（予想の総数）を集計したうえで第1問の出題前に発表。「一番人気」の予想が的中した場合には500円分、「二番人気」が的中した場合には1,000円分、「三番人気」が的中した場合には3,000円分のQUOカードを、該当する選択肢での的中者から抽選で1名に進呈した。その一方で、「クイズそらそーよ」と同じく、解説者がクイズに正解した場合には岡田の声で収録した「そらそーよ」、不正解の場合には「間違い!」という音源を流している。
- もっとも、福本が代演していた2024年1月5日放送分では、「格付けチェック」が久々に盛り込まれた。翌週（同月12日）以降は、パイン（岡田の大好物であるパインアメの製造・販売会社）からの全面協力による「クイズ　パインアメの秘密」を、数週にわたって放送。桧山の最終出演日であった2024年3月8日には、従来のクイズ企画から高野と解説者の立場を一転させた「クイズ　桧山進次郎の逆襲」（桧山が自身の私生活に関して出題するクイズに高野が答える企画）を特別に組んでいる。なお、関本をスタジオに迎えた翌週（15日）にも、この企画を関本バージョンで実施。

#### 2024年度版（2024年10月 - 2025年3月）
朝日放送ラジオが2024年度ナイターオフ編成の起点を2024年9月30日（月曜日）に定めたことを受けて、同年10月4日（金曜日）から放送。放送の再開に際しては、パーソナリティ（高野）・放送の曜日（金曜日）・テーマソング（『FIRE DANCE』）や、「感動アゲイン」「タイガースヘッドライン」「タイガース裏選手名鑑」「追いかけてタイガース」「リスナー争奪　解説者ダービー」「クイズそらそーよ」といった企画を前年度（2023年度）から踏襲した。その一方で、放送枠を前年度から15分短く18:00 - 20:45に設定。前年度までナイターオフ期間の月曜日に放送されていた『川上千尋の虎たまプレミアム!』（阪神ファンの川上千尋がパーソナリティを務める生放送の阪神情報番組）を、当番組の後枠（20:45 - 21:00）に移動させた。
2024年度に当番組へ出演した朝日放送グループの野球解説者は、以下の通り。前年度に登場していなかった中西と真弓が出演を再開する一方で、前年度に続いて放送時間の一部（20時台）が『熱血!!タイガース党』の生放送と重複しているため、福本と濱中は同番組への出演を優先している。
- 関本賢太郎：2024年10月4日・11月1日・11月22日・12月7日
  - 当番組に出演しないことが最初から決まっていた2024年11月8日には、『虎ヲタ』（スカイAの阪神関連番組）で共演している増田英彦（ますだおかだ）と揃って『熱血!!タイガース党』のスタジオに登場。福本と濱中は、阪神秋季キャンプの取材で高知県安芸市に滞在していたため、阪神の一軍監督を岡田から引き継いだばかりの藤川球児を伴って同市内からの生中継で出演していた。
  - 2024年12月6日の「タイガース裏選手名鑑」では、この年に日本ハムで現役を引退したばかりの江越大賀（元・阪神外野手）をスタジオに迎えていた。
- 下柳剛：2024年10月11日・11月15日・11月29日・12月13日・12月27日
  - 「ABCラジオ交流戦2024冬の陣」期間中の2024年12月13日放送分には、阪神の現役選手から、桐敷拓馬（この年のセ・リーグ最優秀中継ぎ投手）をが「タイガースヘッドライン」と「タイガース裏選手名鑑」のゲストに迎えていた。
- 中西清起：2024年10月18日
  - 高知市立高知商業高等学校硬式野球部の後輩で、阪神のコーチ時代に指導していた藤川が2025年シーズンから阪神の一軍監督を務めることを背景に出演を再開。
- 桧山進次郎：2024年10月25日・12月20日
- 真弓明信：2024年11月8日

なお、2024年10月11日・11月8日放送分では北條、同年11月22日放送分では福井がパーソナリティを代行した。北條の代行は、スカイAで放送される日本女子プロゴルフ協会公認のゴルフトーナメント（10月は富士通レディース・11月は伊藤園レディスゴルフトーナメント）中継でのメイン実況を高野が控えていたことによる。
ちなみに、朝日放送ラジオでは2024年度の下半期に『UP↑↑』を放送せず、『ミュージックジェルム』（朝日放送テレビのアナウンサーから1名が日替わりでパーソナリティを務める生放送の音楽番組）が『UP↑↑』の放送枠（火 - 木曜日の18:00 - 21:00）を継承。朝日放送テレビのスポーツアナウンサーから、福井が火曜日、2024年からベンチリポート専任で阪神戦のラジオ中継へ出演している平野康太郎が水曜日の『ミュージックジェルム』でパーソナリティを務めている。また、当番組との共通コーナーとして「ABC天気予報」と「ABC交通情報」を19時台に組み込む一方で、18時台の後半には『UP↑↑』に続いて「スポーツヘッドライン」のコーナーを放送している。

### 「清水次郎の虎たま!」
2011年度から2014年度まで朝日放送ラジオでナイターオフ期間の月曜日に放送していた15分番組で、「太陽がくれた季節」（青い三角定規）をテーマソングに採用。当番組から派生した生放送番組で、タツミコーポレーションが「ミクちゃんガイアアリーナ」（同社が兵庫県を中心に展開しているパチンコ店チェーン）名義で冠スポンサーに付いていることから、放送上のタイトルは「ミクちゃんグループスペシャル 清水次郎の虎たま!」である。
タイトルの「虎たま」に「虎のたまご」という意味を込めていることもあって、当番組では毎回、阪神タイガースの若手・新人選手1名に対する清水のインタビュー（事前収録）を中心に放送。インタビューの前後には、スタジオから清水がタイガースの最新情報を伝えるほか、インタビューに応じた選手のグッズを抽選でリスナーに進呈する旨の告知をはさむ。
独身（または既婚で単身赴任の）新人選手が虎風荘（兵庫県西宮市内に当時所在していた第2代の選手寮）に入寮する毎年1月中旬には、新人選手の紹介を兼ねて、清水が寮内で選手全員のインタビューを収録。1回の放送につき、複数の選手のインタビュー音源を流す。また、放送週によっては、選手の代わりに朝日放送の野球解説者をスタジオに迎えることがある。
放送初年度の2011年度には、2011年11月21日から2012年3月26日まで毎週月曜日の20:45 - 21:00に生放送。第2期の2012年度には、同年10月1日から2013年3月25日まで、毎週月曜日の21:05 - 21:20に放送した。
2013・2014年度のナイターオフ編成では、『Monday! SPORTS - JAM』（2013年4月1日から朝日放送ラジオでナイトゲームを開催しない月曜日の19:30 - 21:15に通年で放送するスポーツ生ワイド番組）直後の21:00 - 21:15で、『虎たま!』の第3期放送を実施。現役選手が登場する場合には、インタビューの中に「プレイバック」（その選手にとって2014年シーズンで最も強く印象に残ったプレーを『ABCフレッシュアップベースボール』の実況音源とともに振り返る企画）を組み込んでいる。
なお、プロ野球シーズン中の『Monday! SPORTS - JAM』では、当番組の企画およびスポンサーを継承したコーナー「虎スタ」を内包。清水は、「月イチジロー」と称して、月に1回のペースでタイガースの若手・新人選手情報を伝えている。
ポストシーズン（クライマックスシリーズ・日本選手権シリーズ）が月曜日に行われる場合は放送休止となるが、この事例は2012年のクライマックス・セ（1st=中日対ヤクルト、ファイナル=巨人対中日）がいずれも月曜ナイターまでもつれたための1回のみで、2013年と2014年はファイナルのみ、第6戦に縺（もつ）れた場合月曜ナイターで予定されながら、前日までに決着したため行われず、通常放送だった。

### 「福本豊の虎たまデラックス!」→ 「吉田義男の虎たまプレミアム」→「虎たまプレミアム!」→「川上千尋の虎たまプレミアム!」
2015年度からナイターオフ期間限定で、月曜日の夜間に編成。2017年度までは福本の冠番組『福本豊の虎たまデラックス!』、2018・2019年度は吉田の冠番組『吉田義男の虎たまプレミアム』、2020 - 2022年度は『虎たまプレミアム!』、2023年度からは川上千尋（2022年度から出演しているNMB48のメンバー）の冠番組『川上千尋の虎たまプレミアム!』として放送している。

#### 『福本豊の虎たまデラックス!』時代（2015 - 2017年度）
関西地方を中心にパチンコ店を経営するタツミコーポレーションが、店舗ブランド名の「ミクちゃんガイアアリーナ」名義でスポンサーに付いていたため、放送上の番組タイトルは『ミクちゃんガイアアリーナPresents 福本豊の虎たまデラックス!』。

##### 2015年度（2015年10月 -  2016年3月）
『清水次郎の虎たま!』の後継番組として、2015年度ナイターオフ期間（2015年10月5日 - 2016年3月21日）の毎週月曜日20:45 - 21:15に放送。福本をパーソナリティに迎える一方で、清水もパートナーとして続投した。
清水は、「清水次郎の知っときタイガー」（インタビューを通じてタイガースの新人・若手選手を紹介するコーナー）を担当。オープニングの直後に設けられた「フクモトーーーク!」では、同球団に関する話題・課題を福本が思う存分語る。福本は、春季キャンプの取材などでスタジオに登場しない場合にも、滞在先から電話を通じて「フクモトーーーク!」のみ出演した。
「清水次郎の知っときタイガー」では、タイトルにちなんで、清水の学生時代に流行した「あなたを知りたい」（うしろ髪ひかれ隊）をテーマソングに使用。2016年に阪神へ復帰した金本・藤川など、ベテラン選手や首脳陣が登場することもあった。その一方で、本編のオープニングとエンディングでは、『清水次郎の虎たま!』時代に続いて「太陽がくれた季節」を流している。
『清水次郎の虎たま!』と同じく、ポストシーズンの試合があらかじめ組まれている場合には、開催の有無にかかわらず放送を休止する。2015年には、10月19日（月曜日）にセントラル・リーグクライマックスシリーズ　ファーストステージの東京ヤクルト対巨人第6戦の開催が予定されていた。実際には第4戦（10月17日）で決着が付いたが、朝日放送ラジオでは19日には当番組を放送せず、前枠番組の『Monday! SPORTS - JAM』を21:15まで延長した。
2016年1月17日（日曜日）には、甲子園歴史館とのタイアップ企画として、甲子園球場内の1塁側ブルペンで番組初の公開収録を実施。参加者と福本の記念撮影や、同館での見学などを兼ねた企画で、公開収録の模様は翌18日の当番組で放送された。
なお、清水は公立中学校（または公立高校）の社会科教師へ転身することを視野に、2016年6月中旬で朝日放送を退社（2017年度から兵庫県立西宮今津高等学校教諭に就任）。同年3月末でアナウンサーとしての活動を終了することから、当番組がテレビ・ラジオを通じて最後のレギュラー番組になった。このような事情から、同年3月21日放送の最終回では、退社と転身の意向を正式に表明した。

##### 2016年度（2016年10月 -  2017年3月）
後述する『ガチ虎!』を公式戦の開幕直後（2016年3月28日）から日本シリーズの直前（10月24日）まで、毎週月曜日の19:30 - 20:00に放送。当番組については、同年10月31日から2017年3月までは、『ガチ虎!』の放送枠を引き継ぐ格好で放送した。福本のパートナーには、朝日放送を退社した清水の後任として、『虎バン』ナビゲーターの高野を起用。番組全体のテーマソングとして、「ええねん」（ウルフルズ）を新たに用いている。
阪神関係者へのインタビュー企画については、2016年度前期の「ガチ虎!」で放送されていた「虎のココロ」を継承。若手選手にとどまらず、インタビューの対象を、中堅・ベテラン選手にも広げている。2017年1月2日放送分には、松村邦洋が当コーナーのゲストに登場。同年1月22日には、前年に続くリスナー参加企画として、甲子園球場内ブルペンでの公開収録を実施した。

##### 2017年度（2017年10月 -  2018年3月）
2017年の日本シリーズ終了の翌週（同年11月6日）から2018年3月26日まで、福本・高野コンビで放送。阪神関係者へのインタビュー企画については、前半で「虎のココロ」を継続する一方で、「探偵!タイガースクープ」（『探偵!ナイトスクープ』にちなんで2017年シーズンで公にされなかったチーム内の出来事を関係者が「スクープ」として紹介する企画）を後半に組み込んだ。

#### 『吉田義男の虎たまプレミアム』時代（2018・2019年度）
関西地方を中心にパチンコ店を経営するアライ興産が、店舗ブランド名の「スーパーコスモプレミアム」名義でスポンサーに付いているため、放送上の番組タイトルは『スーパーコスモプレミアムPresents 吉田義男の虎たまプレミアム』。
2018年度以降の『ガチ虎!』と同じく、放送枠を毎週月曜日の21:00 - 21:15に設定。2017年度のナイターオフ期間に『伊藤史隆のラジオノオト』火曜日の「虎バンパートナー」を務めた吉田をパーソナリティに迎えたため、福本は同番組水曜日の「虎バンパートナー」へ異動した。また、単独提供のスポンサーを変更したうえで、テーマソングも「ズッコケ男道」（関ジャニ∞）に一新した。ただし、パートナーの高野は続投。「虎のココロ」を放送する週には、高野がインタビュアーと本編の進行を担当する関係で、吉田の声は事前収録のタイトルコールだけで流れている。

#### 『虎たまプレミアム!』時代（2020 - 2022年度）
2020年度からナイターオフ期間のレギュラー放送を開始した「ラジオで虎バン」が月曜日に編成されていないことから、生放送の場合には、同番組を補完すべく当日のタイガース情報を取り上げている。
2020年度には、新型コロナウイルス感染拡大の影響で2020年のNPBレギュラーシーズンが11月中旬まで組まれていることを背景に、シーズン最終盤の同月2日から放送を開始。コーナーや構成を『吉田義男の虎たまプレミアム!』から引き継いでいるほか、高野が引き続きパートナーを務めている。ただし、パーソナリティを固定せず、吉田を含めて朝日放送テレビのプロ野球解説者が週替わりで出演。また、上記の事情から、朝日放送テレビスポーツ局のディレクターもリモート方式で選手へのインタビューを担当するようになった。2021年のNPBレギュラーシーズン開幕前週（3月22日）で放送を終了。
2021年度には、2020年と同様の事情でNPBのレギュラーシーズンが11月上旬まで組まれていたが、2021年シーズン終盤の9月27日から放送を開始。高野に限らず、朝日放送テレビのスポーツアナウンサーがパーソナリティや「虎のココロ」のインタビュアーを分担している。翌週（10月4日）から毎週月曜日の深夜に『ABCミュージックパラダイス』（生放送の音楽番組）のパーソナリティを通年で務めている福井治人も、放送上はスポーツアナウンサーの1人として、本番の約1時間前に当番組へ随時登場。
2021年11月22日・29日には、阪神から千葉ロッテマリーンズへの移籍を経てこの年に現役を引退した鳥谷に対して、高野がインタビューに臨んだ収録の模様を2回にわたって放送した。なお、鳥谷は2022年度からパナソニック野球部のコーチへ就任するとともに、野球解説者として活動。2022年3月7日には、『キャスト』（朝日放送テレビ平日夕方の関西ローカル向け報道・情報番組）の企画で阪神の沖縄春季キャンプ中に糸井嘉男（阪神選手時代のチームメイトで同年齢）との対談に臨んだ際の収録音源から、同番組での先行放送では使われなかったクロストークの音源を流している。2022年のNPBレギュラーシーズン開幕前週（3月21日）に、同年からスポーツ担当を再び離脱する横山太一がパーソナリティを務めることによって放送を終了。
2022年度は、NPBレギュラーシーズン終盤の9月26日から2023年3月20日まで、毎週月曜日の20:45 - 21:00に放送。テレビ版の『虎バン』や『ラジオで虎バン!スペシャル』への出演を経験している川上千尋（NMB48）がレギュラーでMCを務めたほか、高野・福井を含めた朝日放送テレビのスポーツアナウンサーも週替わりで出演している。ちなみに川上は、阪神のキャンプ地やリモート方式での選手インタビューも事前収録で随時担当。放送期間中の2023年1月からは、『月刊タイガース』で「虎の虫」というコラムの連載を始めていて、インタビューや放送の模様を映した写真も盛り込まれている。逆に、川上が生放送へ出演できない場合には、阪神OB（岩田稔など）と朝日放送テレビアナウンサーのコンビで進行していた。

#### 『川上千尋の虎たまプレミアム!』時代（2023年度以降）
2023年度は川上の冠番組として、NPBレギュラーシーズン終盤の10月2日から2024年3月25日まで、毎週月曜日の20:45 - 21:00に放送。川上の氏名が番組タイトルに入ったことや、提供クレジットが「スーパーコスモプレミアムのアライ興産グル－プ」に改められたこと以外は2022年度の放送と変わらず、朝日放送テレビのスポーツアナウンサーも週替わりで出演している。
また、YouTube上の「虎バンチャンネル」では、この番組からCMを割愛した同録音源を放送後から順次配信。音源のサムネイルには、川上が生放送やインタビューの収録へ臨んだ際に撮影された画像に、番組のタイトルロゴを添えて表示している。
ちなみに、川上は2024年の1月中旬から1ヶ月半にわたって、朝日放送ラジオのスタジオ以外の場所からのリモート方式で出演していた。ソロ活動（舞台作品やテレビドラマへの出演など）で東京に滞在する機会が増えたことや、2月の阪神春季キャンプ中に休日返上で一軍のキャンプ地（沖縄県宜野座村）へ滞在していたことに伴う措置で、この期間中は朝日放送テレビのアナウンサーが朝日放送ラジオ本社のスタジオから単独で進行している。
2024年度には、放送の時間帯を変えないまま、放送の曜日を月曜日から金曜日に変更。朝日放送ラジオでは、前述した『ラジオで虎バン!』と合わせて、2024年10月4日からナイターオフ期間の金曜日に阪神関連の生放送番組を2本立てで編成することになった。また、2024年10月の放送では、川上のパートナーを佐藤修平（朝日放送テレビのスポーツアナウンサー）に固定している。

### 「ガチ虎!」
「ガッチ」という愛称の持ち主で、清水の同期アナウンサーでもある小縣の冠番組。「タイガース（虎）ファンの心をガッチリとつかむ」「タイガース（虎）の選手にガッチリ話を訊く」というコンセプトの下に、「月曜も虎バン主義。」と銘打って、朝日放送の野球解説者を交互にゲストへ迎える。
『虎たま!』シリーズの後継番組で、かつてスポーツアナウンサーとして活動していた枝松順一（朝日放送スポーツ局）がプロデューサーを務めている。その一方で、プロ野球シーズン中に『虎たま!』をフロート番組（1コーナー）として内包していた『Monday! SPORTS - JAM』から編成上独立（通年で別番組化）させたため、『虎たま!』のスポンサーに付いていたタツミコーポレーションを当番組のコーナースポンサーへ移行。テーマソングも、甲斐バンドの「HERO（ヒーローになる時、それは今）」に変更している。
プロ野球シーズン中の放送では、2部構成で、前半の「虎の足跡」では週替わりで出演する解説者が、放送前週の阪神の戦い振りについて、特に印象に残った試合や選手に焦点を当てて検証。タツミコーポレーションが提供する「虎のココロ」では、「ボーイズ・オン・ザ・ラン」（馬場俊英）の一節をオープニングで流した後に、朝日放送のスポーツアナウンサー（小縣など）による阪神関係者への単独インタビュー（事前収録）の模様を放送する。
解説者が放送週の試合で最も活躍しそうな阪神の選手の名を挙げることによって、番組を締めくくることが特徴。ABCラジオが全国大会の試合を中継する全国高等学校野球選手権大会期間中の放送では、「虎のココロ」の代わりに、解説者が高校時代の野球に関する思い出話を披露している。
なお、『福本豊の虎たまデラックス!』の項で記したように、2016年度には3月28日から10月24日まで放送。「虎のココロ」については、『福本豊の虎たまデラックス!』でも、「清水次郎の知っときタイガー」の後継コーナー扱いで存続させた。
2017年には、4月3日から10月25日まで放送された後に、11月6日から『福本豊の虎たまデラックス!』へ引き継がれた。
2018年には、前年までの放送枠に『楠淳生のLET'S GOアスリート』（同年3月で朝日放送を定年退職したスポーツアナウンサー・楠淳生によるアスリートへのインタビュー番組）を組み込んだ関係で、当番組の放送枠を21:00 - 21:15へ移動。放送時間も前年までの30分間から15分間に短縮されたため、同局の野球解説者が直近の阪神の戦い振りを回顧する回と、「虎のココロ」を中心に構成する回を隔週交代で放送するようになった。なお、ナイターオフ期間には当番組を休止したうえで、『吉田義男の虎たまプレミアム』の放送枠に充てていた。
2019年には、4月1日 - 9月23日の期間で上記の編成を継続。当初は9月30日に最終回の放送を予定していたが、当日に阪神のレギュラーシーズン最終戦（甲子園球場での対中日戦）と最終戦セレモニーが組まれたため、ABCラジオでは最終戦とセレモニーの完全生中継を優先した。
2020年には、例年より早く3月20日にレギュラーシーズンの開幕が予定されていたため、同月23日から放送を開始。新型コロナウイルスへの感染拡大による開幕の延期期間中も、レギュラー放送を続けた。実際にはNPBによる日程の再調整によってレギュラーシーズンが6月19日から11月中旬までの期間に設定されたが、当番組はシーズン最終盤の10月26日で放送を終了。翌週（11月2日）から『虎たまプレミアム!』に移行した。
2021年度には放送せず、YouTube上の「虎バンチャンネル」へ事実上集約。その一方で、当番組の放送枠を『Monday! SPORTS - JAM』に組み込む（放送枠を20:00 - 21:15に戻す）とともに、阪神情報を『Monday! SPORTS - JAM』内で取り上げる体制を復活させていた。ただし、同番組はレギュラーシーズン終盤の9月20日で放送を終えている。

### 「阪神タイガース実況CDマガジンpresents　虎バン情報局」
阪神タイガースが球団の創設から2025年に90周年を迎えることを背景に、アシェット・コレクションズ・ジャパンが2024年4月3日から隔週水曜日に発売している『阪神タイガース実況CDマガジン』（朝日放送ラジオの企画協力・監修によって全120冊の刊行を予定している分冊百科）と連動した番組で、同月7日から6月30日まで毎週日曜日の12:30 - 13:00（JST）に放送した。
放送の開始に際しては、2024年度の『ABCフレッシュアップベースボール』で阪神戦中継の実況・ベンチリポートを担当しているスポーツアナウンサーから、寺田健人をパーソナリティに起用。寺田はフリーランスの立場で朝日放送テレビのグループ会社（ベスティ）に所属しているため、放送上は「アナウンサーの寺田健人」と名乗っていた。また、編成上はアシェット・コレクションズ・ジャパンの単独提供番組であるが、放送上の提供クレジットでは『阪神タイガース実況CDマガジン』という名義を使用している。
放送の期間がセントラル・リーグの2024年レギュラーシーズンの序盤と重なっていたため、放送上は前半を阪神の「直近カード」における戦い振りの回顧（または阪神の選手・首脳陣にまつわる秘話の披露）、後半を『阪神タイガース実況CDマガジン』の告知・紹介に充当。前半では、阪神OBの野球解説者を「ゲスト」で迎えるとともに、「直近カード」における当番組の実況音源を随時流していた。ただし、『阪神タイガース実況CDマガジン』の最新号を発売するスケジュールに合わせて収録する関係で、取り上げる「直近カード」と実際の放送には1週間程度のタイムラグが生じている。第1回で扱った「直近カード」は2024年のレギュラーシーズン開幕カードで、放送前週の金曜日（3月29日）から東京ドームで催されていた巨人との3連戦であった。
後半には、阪神のOBに加えて、「生粋の阪神ファン」として『阪神タイガース実況CDマガジン』の刊行を企画した鈴木徹也（アシェット・コレクション・ジャパン専属の企画開発会社である「株式会社企組」の代表取締役社長）が「『阪神タイガース実況CDマガジン』のエグゼクティブ・プロデューサー」という肩書で毎回出演。特集記事の執筆や「CD特典企画」でのインタビューを担当した『デイリースポーツ』の新旧記者（かつて同社の社長を務めた改発博明・阪神を長年取材している現役記者の吉田風など）も随時招いていたほか、最新号の発売3日前に放送される場合には当該号の告知、最新号を発売中の場合には当該号の紹介に充てていた。このパートでは第7号（2024年6月26日発売号）まで取り上げていたが、実際には『阪神タイガース実況CDマガジン』のインフォマーシャルを兼ねているため、番組内にはアシェット・コレクションズ・ジャパンを含むCMの放送枠を設けていなかった。
また、放送上は最終回を除いて、同じ「ゲスト」が複数の回にわたって登場していた。放送期間中における『ABCフレッシュアップベースボール』の解説者からは、桧山と関本が3回ずつ出演。桧山が出演した第7回（2024年5月19日放送分）・第8回（同月26日放送分）・第9回（6月2日放送分）のみ、寺田に代わって高野純一がパーソナリティを務めた。さらに、最終回には吉田義男が「スペシャルゲスト」に迎えている。それ以外の回では、『フレッシュアップベースボール』の解説陣以外から、現役時代にオリックスにも在籍していたOBが出演。第1回・第2回（4月14日放送分）・第3回（同月21日放送分）では糸井嘉男（放送の時点では阪神タイガースのスペシャルアンバサダー）、第4回（4月28日放送分）・第5回（5月5日放送分）・第6回（同月12日放送分）では能見篤史が登場していた。
『阪神タイガース実況CDマガジン』の製作に朝日放送ラジオが関与しているのは、同局のライブラリーで所蔵している阪神公式戦ラジオ中継の実況アーカイブ音源の一部が（1冊につき1枚の）CDに再録されていることによる。また、『阪神タイガース実況CDマガジン』では、寺田・高野をはじめ刊行時点の『ABCフレッシュアップベースボール』解説・実況陣全員の顔写真入りプロフィールを各巻の冒頭に掲載。当番組でも、（放送の時点で）最新号のCDに収められた音源の一部を、後半で特別に流すことがあった。さらに、アシェット・コレクションズ・ジャパンでは、『フレッシュアップベースボール』でも2024年から一部の曜日で協賛を開始。協賛日には、『虎バン情報局』では放送されていない『阪神タイガース実況CDマガジン』のCMが流れている。

## 書籍
「虎バン 阪神タイガースはなぜ強いのか」（2008年9月初版発売、出版：出版文化社、著・編:「虎バン」書籍製作委員会、取材・構成:内匠宏幸 ISBN 978-4883384013）
- 初の番組本で、放送開始から2008年までの4年間で取り上げた「虎動」の傑作選を中心に構成。堀友理子の虎人授業（出版直前までの放送分）の書き起こしや、金本知憲・新井貴浩のインタビューも収めている。

## DVD
「虎バンDVD 金本知憲 鉄人の歩み」（2008年7月16日発売、発売元：朝日放送、販売元：ポニーキャニオン）PCBE-11760
- 当番組初のDVDで、金本知憲のプロ通算400号ホームラン達成（同年5月13日、阪神甲子園球場での広島東洋カープ戦）を記念して制作。同球団への入団から当時までの金本の歩みを、節目の映像とインタビューで振り返る趣向。阪神タイガースへ入団した2003年から400号を記録するまで、同球場での公式戦で放ったホームラン（全58本）を、当番組専用のカメラで撮影した映像で網羅している。

「虎バンDVD  虎動セレクション 阪神タイガース 虎戦士の真実」（2010年3月19日発売、発売元：朝日放送、販売元：ポニーキャニオン）PCBE-11923
- 2004年から2009年まで放送された「虎動」のうち、特に反響の大きかった16作品を収録した。収録作品には、金本、新井、藤川、矢野燿大、下柳剛、桧山進次郎、赤星憲広、安藤優也などが登場。また、2010年シーズンから阪神に加わった城島健司捕手の入団会見の模様と、同会見でのユニフォーム着用シーンの映像を特典に入れている。

「虎バンDVD  鉄人・金本知憲引退〜ありがとう!アニキ〜」（2012年12月28日発売、発売元：朝日放送、販売元：ポニーキャニオン）PCBE-53806
- 2012年シーズンで広島時代から続いた21年間の現役生活に終止符を打った金本の引退記念DVD。当番組で独自に取材してきた秘蔵映像やインタビュー映像などから、主に阪神移籍後の活躍や功績を振り返る。また、同年10月9日の引退試合（甲子園球場での対横浜DeNA戦）後のセレモニーにおける金本のスピーチ映像や、引退後初のスタジオ出演（前述）の映像も収めている。

「虎バンDVD  藤浪晋太郎19(nineteen）〜19歳の軌跡〜」（2014年3月19日発売、発売元：朝日放送、販売元：ポニーキャニオン）PCBE-53806
- 大阪桐蔭高等学校から入団した藤浪のプロ1年目に当たる2013年の活躍を、当番組の取材映像を基に振り返る構成。2012年10月のドラフト会議での指名シーンや、DVD向けの独占インタビュー映像も収めている。

「虎バンDVD  藤川球児引退〜火の玉ストレートは永遠に〜」（2020年12月23日発売、発売元：朝日放送テレビ、販売元：ポニーキャニオン）PCBE-56358
- 藤川が2020年限りでの現役引退を表明したことを受けて制作。当番組での「虎動」をはじめ、阪神へ在籍した19年間（1999 - 2012年および2016年 - 2020年）に朝日放送→朝日放送テレビが撮影してきた映像から名シーンを抜粋したほか、引退試合（2020年11月10日に甲子園球場で開催された対巨人戦）、試合後の引退セレモニー、試合の翌日（同月11日）に実施した独占インタビューの映像も収めている。